# Storia dell'Inghilterra

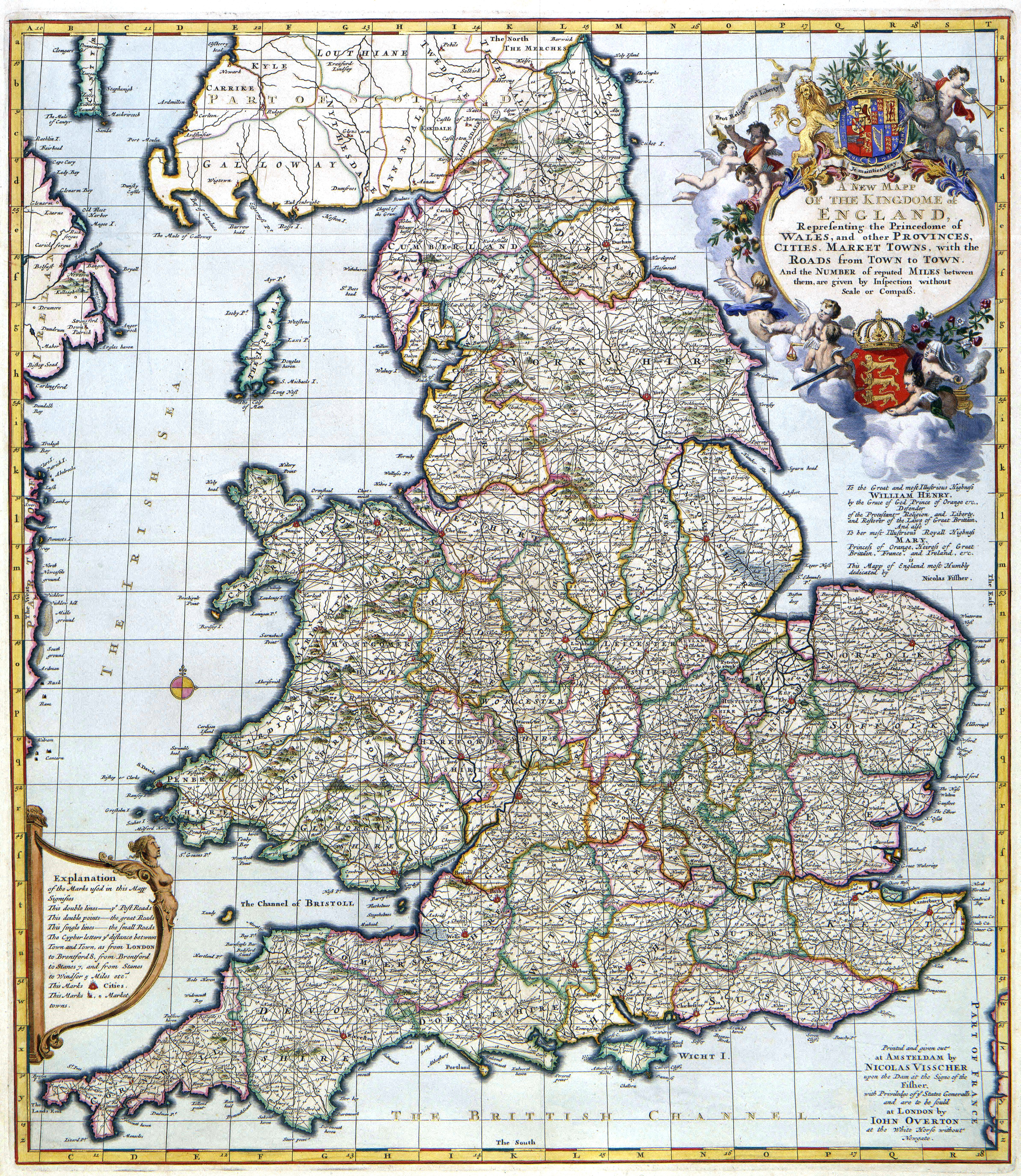
Mappa dell'Inghilterra del 1685 circa

La storia dell'Inghilterra può essere fatta iniziare circa 800 000 anni fa, quando l'isola cominciò a essere abitata. Una presenza umana continuativa risale a circa 13 000 anni fa, alla fine dell'ultimo periodo glaciale, quando fiorì la cultura di Creswell. In Inghilterra, inoltre, sono stati ritrovati numerosi resti risalenti al mesolitico, al neolitico, e all'età del bronzo come dimostrano i siti archeologici di Stonehenge e Avebury. Durante l'età del ferro, l'isola era abitata prevalentemente dal popolo celtico, noto come Britanni, oltre ad alcune tribù belghe come gli Atrebati, i Catuvellauni, i Trinovantes, ecc., stanziati nel sud-est. Nel 43 d.C. iniziò la conquista romana della Britannia; l'impero romano ne manterrà il controllo fino all'inizio del V secolo.
La fine del dominio romano facilitò l'arrivo degli anglosassoni e il loro insediamento è spesso considerato dagli storici come l'origine dell'Inghilterra e del popolo inglese. In poco tempo gli anglosassoni, nati dalla fusione degli Angli e dei Sassoni di origine germanica, fondarono diversi regni con cui stabilirono la loro autorità su tutta l'isola diffondendo, nel contempo, la loro lingua: l'inglese antico. A partire dagli inizi del IX secolo, l'Inghilterra fu oggetto di frequenti scorrerie dei Vichinghi tanto che nel secolo successivo alcuni danesi riuscirono a stabilirsi sull'isola. Durante questo periodo, diversi sovrani anglosassoni tentarono di unire i loro vari regni in modo da poter fronteggiare le invasioni straniere, uno sforzo che portò all'emergere nel X secolo del Regno d'Inghilterra.
Nel 1066 una spedizione normanna invase e conquistò l'Inghilterra. La dinastia normanna, fondata da Guglielmo il Conquistatore, governò il paese per oltre mezzo secolo prima di incorrere in una crisi di successione conosciuta come periodo dell'Anarchia (1135–1154). Dopo l'Anarchia, l'Inghilterra passò sotto il dominio della Casa dei Plantageneti i cui appartenenti rivendicavano alcuni diritti sulla Francia. In questo periodo venne firmata anche la Magna Carta. Una crisi di successione al trono di Francia portò alla Guerra dei Cent'anni (1337–1453), una serie di conflitti che coinvolsero i popoli di entrambe le nazioni e che favorì la diffusione della peste in tutta Europa. Uscita sconfitta dalla guerra, l'Inghilterra precipitò nella guerra delle due rose, una guerra di successione che mise contro due rami della Casa dei Plantageneti: la Casa di York e la Casa di Lancaster. Alla fine Enrico Tudor, dei Lancaster, pose fine al conflitto e fondò nel 1485 la dinastia Tudor.
Sotto i Tudor, e la successiva dinastia Stuart, l'Inghilterra divenne una potenza coloniale. Durante il governo degli Stuart, ebbe luogo la guerra civile inglese tra parlamentari e realisti, che portò all'esecuzione di re Carlo I (1649) e all'istituzione di una serie di governi repubblicani: prima una repubblica parlamentare nota come Commonwealth d'Inghilterra (1649–1653), successivamente una dittatura militare sotto Oliver Cromwell, nota come Protettorato (1653–1659). Gli Stuart tornarono al trono nel 1660, anche se le continue diatribe su religione e potere portarono alla deposizione di Giacomo II durante la Gloriosa Rivoluzione (1688). Nel 1707 l'Inghilterra, che aveva già annesso il Galles nel XVI secolo sotto Enrico VIII, si unì alla Scozia per formare un nuovo stato sovrano chiamato Gran Bretagna. Dopo la rivoluzione industriale, iniziata proprio in Inghilterra, la Gran Bretagna governò su di un vasto impero coloniale, il più grande nella storia dopo quello dell'antica Roma. A seguito di un processo di decolonizzazione avviato nel XX secolo, causato principalmente dall'indebolimento del paese a seguito delle due guerre mondiali, quasi tutti i territori d'oltremare dell'impero divennero paesi indipendenti. Tuttavia, al 2024, il suo impatto culturale appare ancora diffuso e profondo in molti di essi.

## Preistoria

### Età della pietra

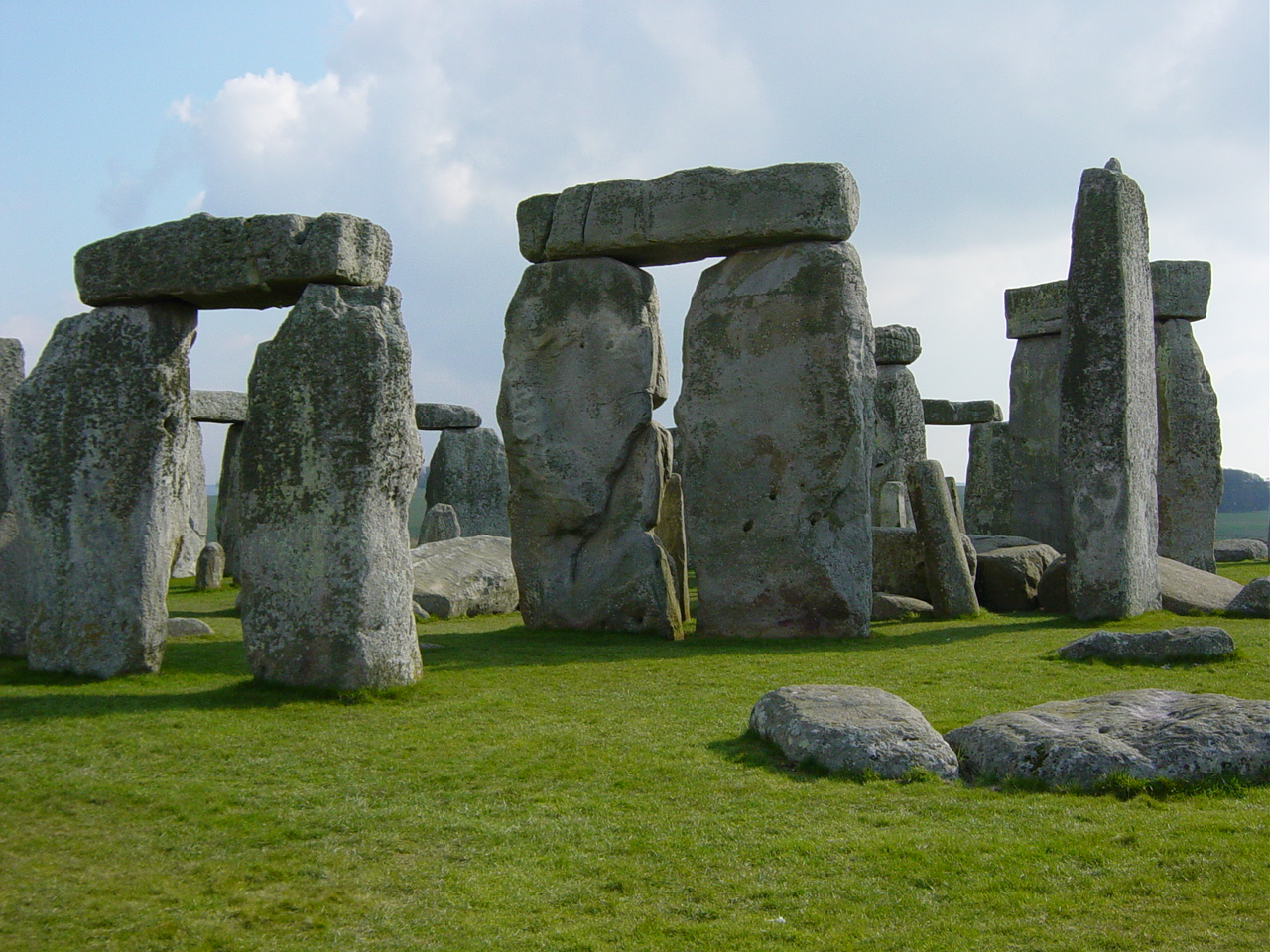
Stonehenge, eretta probabilmente nel III millennio a.C.

Il periodo che va dalla prima presenza umana sull'isola all'ultimo massimo glaciale è noto come paleolitico. Le testimonianze archeologiche indicano che quella che sarebbe diventata l'Inghilterra fu colonizzata dagli umani molto prima del resto delle isole britanniche per via del suo clima più ospitale presente tra e durante i vari periodi glaciali del lontano passato. Tali prove, riscontrate a Happisburgh nel Norfolk, comprendono le più antiche impronte di ominidi rinvenute al di fuori dell'Africa databili a oltre 800 000 anni fa. Inoltre, si è appurato, che questi primi abitanti erano cacciatori-raccoglitori. Essendo a quel tempo il livello del mare particolarmente basso, la Gran Bretagna per gran parte di questo periodo della storia era collegata via terra con il resto del continente mentre la variazione delle temperature nel corso delle decine di migliaia di anni dimostrano che non sia stata sempre abitata.
La permanenza stabile dell'uomo in Inghilterra è iniziata quando l'ultima era glaciale terminò intorno al 9 000 a.C., l'inizio dell'età mesolitica. L'innalzamento del livello del mare ha tagliato definitivamente la Gran Bretagna dal continente intorno al 6 500 a.C. e in quel momento la popolazione era esclusivamente composta da umani anatomicamente moderni (homo sapiens); i reperti suggeriscono che le loro società fossero sempre più complesse e che stavano manipolando il loro ambiente in diversi modi tra cui bruciando selettivamente l'allora onnipresente bosco per creare radure dove le mandrie potevano radunarsi e poi cacciarle. La caccia veniva praticata principalmente con semplici armi a proiettile, come il giavellotto e la fionda. Arco e frecce furono conosciuti nell'Europa occidentale almeno dal 9 000 a.C. Il clima continuò progressivamente a riscaldarsi e probabilmente la popolazione andò ad aumentare.
Il neolitico iniziò con l'introduzione dell'agricoltura, una pratica proveniente dal Medio Oriente, intorno al 4 000 a.C. Non è noto se ciò sia stato dovuto a una migrazione di popoli o all'adozione indigena di pratiche forestiere o a entrambi i casi. La popolazione iniziò, di conseguenza, a condurre uno stile di vita più stabile come testimoniano, ad esempio, la realizzazione di tombe collettive monumentali per i defunti. Verso la fine del periodo iniziarono a comparire altri tipi di monumenti in pietra, come quelli di Stonehenge; i loro allineamenti cosmici mostrano un interesse verso la volta celeste e i pianeti. La lavorazione della selce permise agli abitanti di produrre una serie di manufatti sia di alto valore artistico e sia con funzioni pratiche. In questi anni vennero anche effettuati disboscamenti più ampi per ospitare campi e pascoli. La Sweet Track, una strada situata nella piana costiera del Somerset, è una delle più antiche strade del mondo e una delle più antiche in legno del nord Europa. Datata grazie alla dendrocronologia all'inverno del 3807–3806 a.C., si ritiene che anch'essa fosse una struttura principalmente religiosa. Prove archeologiche indicando che nel neolitico nel North Yorkshire veniva prodotto il sale.

### Età dei metalli
L'Età del bronzo in Britannia iniziò intorno al 2500 a.C. con la comparsa di oggetti realizzati con tale lega; ciò coincise con la comparsa della caratteristica cultura del vaso campaniforme. Questo periodo fu caratterizzato anche dallo spostamento della centralità dalla comunità all'individuo con l'ascesa di un'élite sempre più potente la cui autorità derivava dalla loro abilità come cacciatori e guerrieri. Gli insediamenti divennero sempre più stabili e strutturati. Verso la fine dell'età del bronzo, molti oggetti di metallo caratterizzati da una pregiata lavorazione iniziarono a essere depositati nei fiumi, presumibilmente per motivi rituali e forse a causa di un progressivo cambiamento di enfasi dal cielo alla terra. L'Inghilterra divenne in gran parte legata al sistema commerciale atlantico, che creò un continuum culturale in gran parte dell'Europa occidentale. È possibile che le lingue celtiche si siano sviluppate o si siano diffuse sull'isola come parte di questo sistema; vi sono molte prove che entro la fine dell'età del ferro fossero parlate in tutta l'Inghilterra e nelle regioni occidentali della Gran Bretagna.

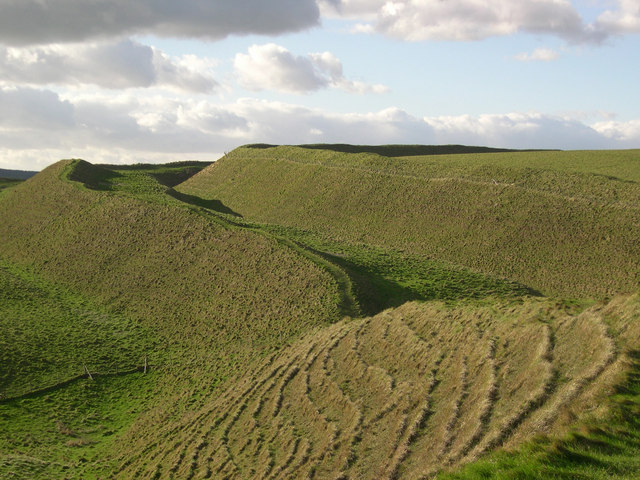
Vista di Maiden Castle, una fortezza collinare situata nel Dorset

Convenzionalmente si colloca l'inizio dell'età del ferro intorno all'800 a.C. Il sistema atlantico era ormai effettivamente crollato, sebbene l'Inghilterra mantenesse i contatti attraverso la Manica con la Francia, poiché la cultura di Hallstatt si diffuse in tutto il paese. Tuttavia, in Gran Bretagna si conosce solo una singola sepoltura riconducibile alla cultura Hallstatt poiché sembra che i corpi venissero trattati in un modo archeologicamente invisibile: l'escarnazione è una possibilità ampiamente citata. Le fortezza di collina furono presenti fin dalla tarda età del bronzo, ma la maggior parte vennero edificate durante il 600-400 a.C., in particolare nel sud. Dopo circa il 400 a.C. raramente ne furono costruite di nuove e molte cessarono di essere regolarmente abitati, sebbene alcune fortificazioni divennero sempre più intensamente abitate tanto da suggerire un certo grado di centralizzazione regionale. Sono di questo periodo le prime menzioni della Gran Bretagna in documenti scritti, come quella che compare nel Periplo massaliota, manuale di navigazione per mercanti che si pensa risalga al VI secolo a.C., o nei racconti di Pitea in cui descrisse il suo viaggio alla scoperta dell'isola, che compì intorno al 325 a.C. Entrambi questi testi sono ora persi e, sebbene siano stati citati da scrittori successivi, non ci sono giunte fino a noi sufficienti informazioni per estrapolare un'interpretazione archeologica significativa.
Rispetto all'età del bronzo, i contatti con il continente furono minori ma comunque significativi e i commerci continuarono seppur con un'interruzione intorno al 350-150 a.C. Si è a conoscenza anche di due invasioni: la prima intorno al 300 a.C. in cui uomini della tribù gallica dei Parisi si stanziarono nello Yorkshire orientale e a cui si associa la formazione della cultura di Arras; la seconda avvenne dal 150 al 100 a.C. circa, quando gruppi di Belgi iniziarono a controllare parti significative del sud dell'isola. Tali invasioni, tuttavia, furono numericamente limitate e andarono ad aggiungere nuovi gruppi piuttosto che sostituire quelli autoctoni pu tuttavia comportando un significativo cambiamento socio-economico.
Nel 55 e 54 a.C., Giulio Cesare, come parte delle sue campagne in Gallia, invase la Britannia senza però spingersi oltre l'Hertfordshire e non riuscendo a stabilire una provincia. Tuttavia, le sue sortite segnarono una svolta nella storia dell'isola. Il controllo del commercio, il flusso di risorse e beni di prestigio divennero sempre più importanti per la popolazione della Britannia meridionale e Roma divenne la protagonista di tutti i loro rapporti, in quanto fornitrice di grande ricchezza. Vista la situazione in retrospettiva, un'invasione e un'annessione su vasta scala erano inevitabili.

## Antichità

### Britannia romana

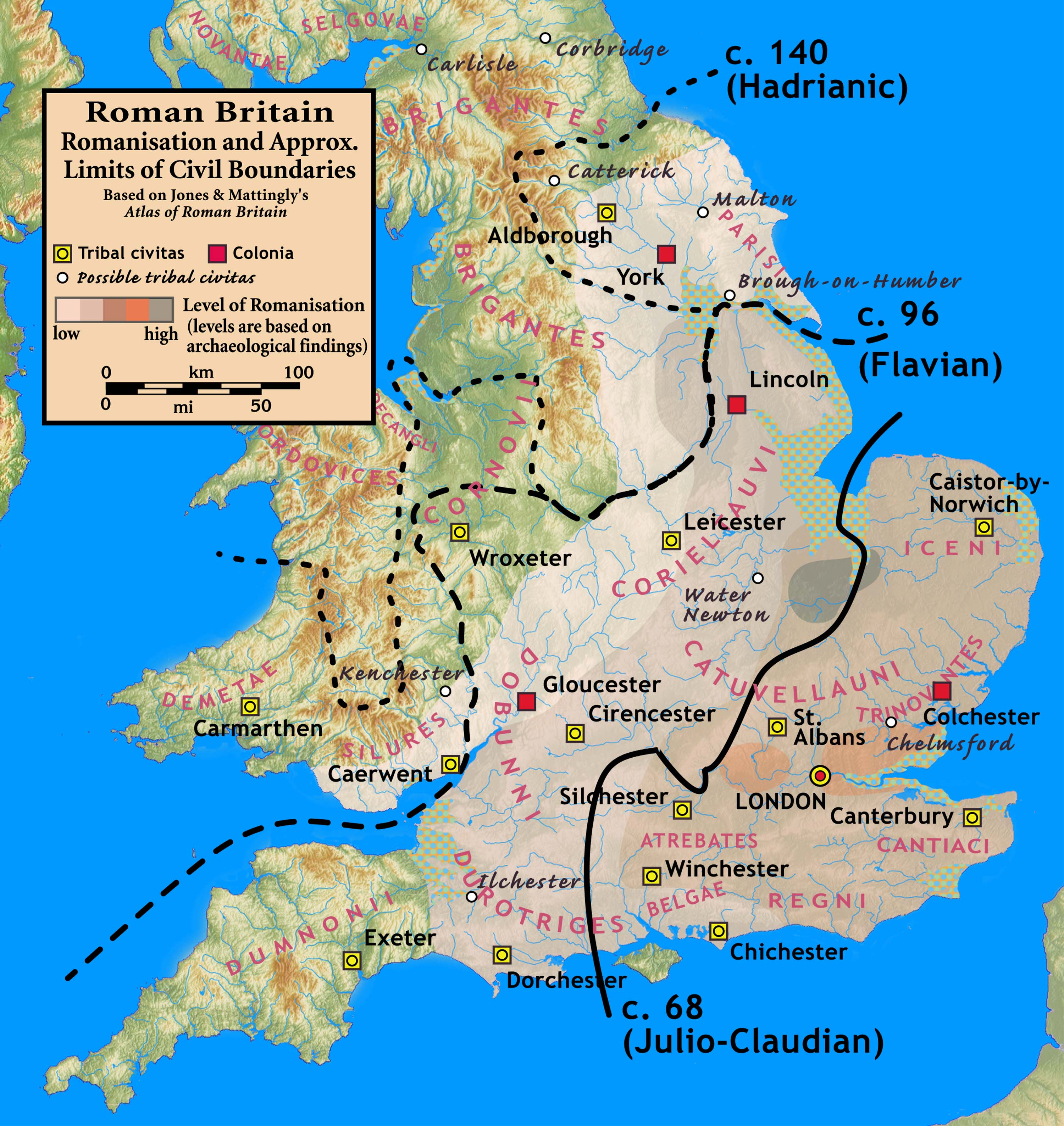
Romanizzazione della Britannia

Sebbene già Giulio Cesare avesse invaso la Britannia in due distinte spedizioni avvenute nel 55 a.C. e nel 54 a.C., il primo tentativo di conquista dei romani iniziò solo nel 43 d.C., per volere dell'imperatore Claudio. Le forze di invasione, composte da quattro legioni e truppe ausiliarie per un totale di circa 40000 uomini, sbarcarono nel Kent per poi sconfiggere nella battaglia di Medway gli eserciti tribali guidati da Togodumno, che perse la vita nel combattimento, e Carataco, che dovette riparare in Galles. Le forze romane, comandate da Aulo Plauzio, attesero che l'imperatore giungesse sul posto per guidare la marcia finale sulla capitale Camulodunum (l'odierna Colchester), prima di far ritorno a Roma per il suo trionfo. I Catuvellauni dominavano la maggior parte dell'area sud-orientale dell'Inghilterra; undici governanti locali si arresero e nelle loro terre furono istituiti numerosi regni clienti, mentre il resto divenne una provincia romana con Camulodunum come capitale. Nei quattro anni successivi il territorio si consolidò e il futuro imperatore Vespasiano condusse una campagna nel sud-ovest dove soggiogò altre due tribù. Nel 54 d.C. il confine venne spostato sui fiumi Severn e Trent ed erano in corso campagne per sottomettere l'Inghilterra settentrionale e il Galles.

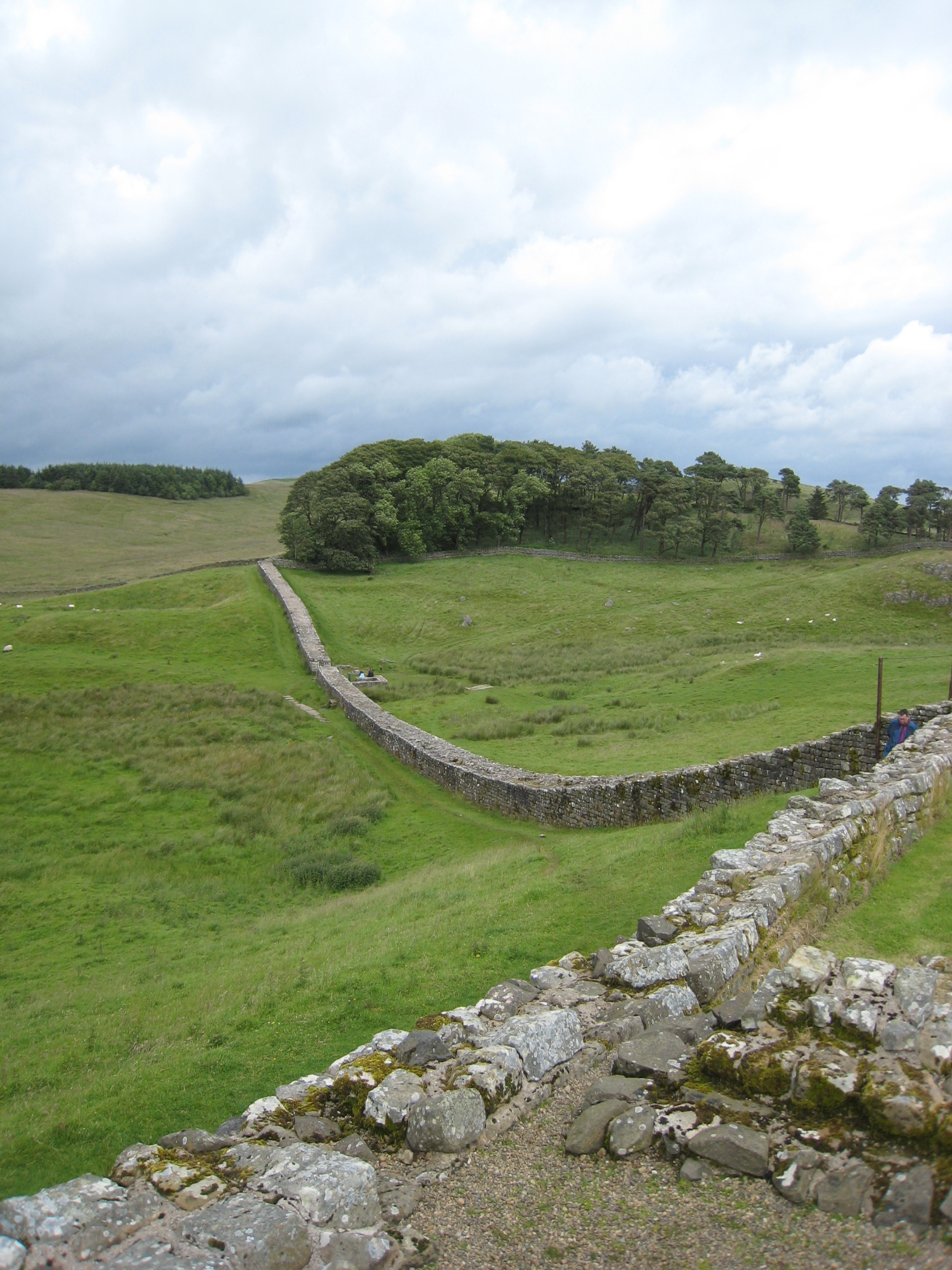
Il Vallo di Adriano visto da Vercovicium.

Nel 60 d.C., sotto la guida della regina guerriera Boudicca, le tribù locali si ribellarono ai Romani. Nelle prime fasi i ribelli colsero un grande successo riuscendo a mettere a fuoco Camulodunum, Londinium e Verulamium (le odierne Colchester, Londra e St Albans rispettivamente); alcune prove archeologiche sostengono che lo stesso sia accaduto anche a Winchester. La Legio II Augusta, di stanza a Exeter, si rifiutò di muoversi per paura di rivolte tra la gente del posto. Il governatore di Londinium Svetonio Paolino riuscì ad evacuare la città prima che i ribelli la saccheggiassero e la bruciassero; il fuoco fu così caldo che uno strato di circa 25 centimetri di argilla rossa fusa rimane ad una quarantina di centimetri sotto le strade di Londra. Si pensa che i ribelli abbiano ucciso complessivamente 70 000 romani e loro collaboratori. Paolino raccolse ciò che restava dell'esercito romano e nella battaglia decisiva 10 000 romani affrontarono quasi 100 000 guerrieri nella battaglia della strada Watling nella quale Boudicca venne definitivamente sconfitta. Si disse che nello scontro persero la vita 80 000 ribelli e solo 400 romani.
Nei successivi 20 anni i confini si espansero leggermente, quando il governatore Gneo Giulio Agricola incorporò nella provincia le ultime sacche di indipendenza del Galles e dell'Inghilterra settentrionale. Gradualmente il confine si consolidò lungo la strada Stanegate nell'Inghilterra settentrionale, rafforzato nel 138 dalla costruzione del Vallo di Adriano, nonostante le sporadiche incursioni delle tribù scozzesi.
I romani e la loro cultura rimasero al potere sull'isola per 350 anni. Tracce della loro presenza sono onnipresenti in tutta l'Inghilterra.

## Medioevo

### Inghilterra anglosassone

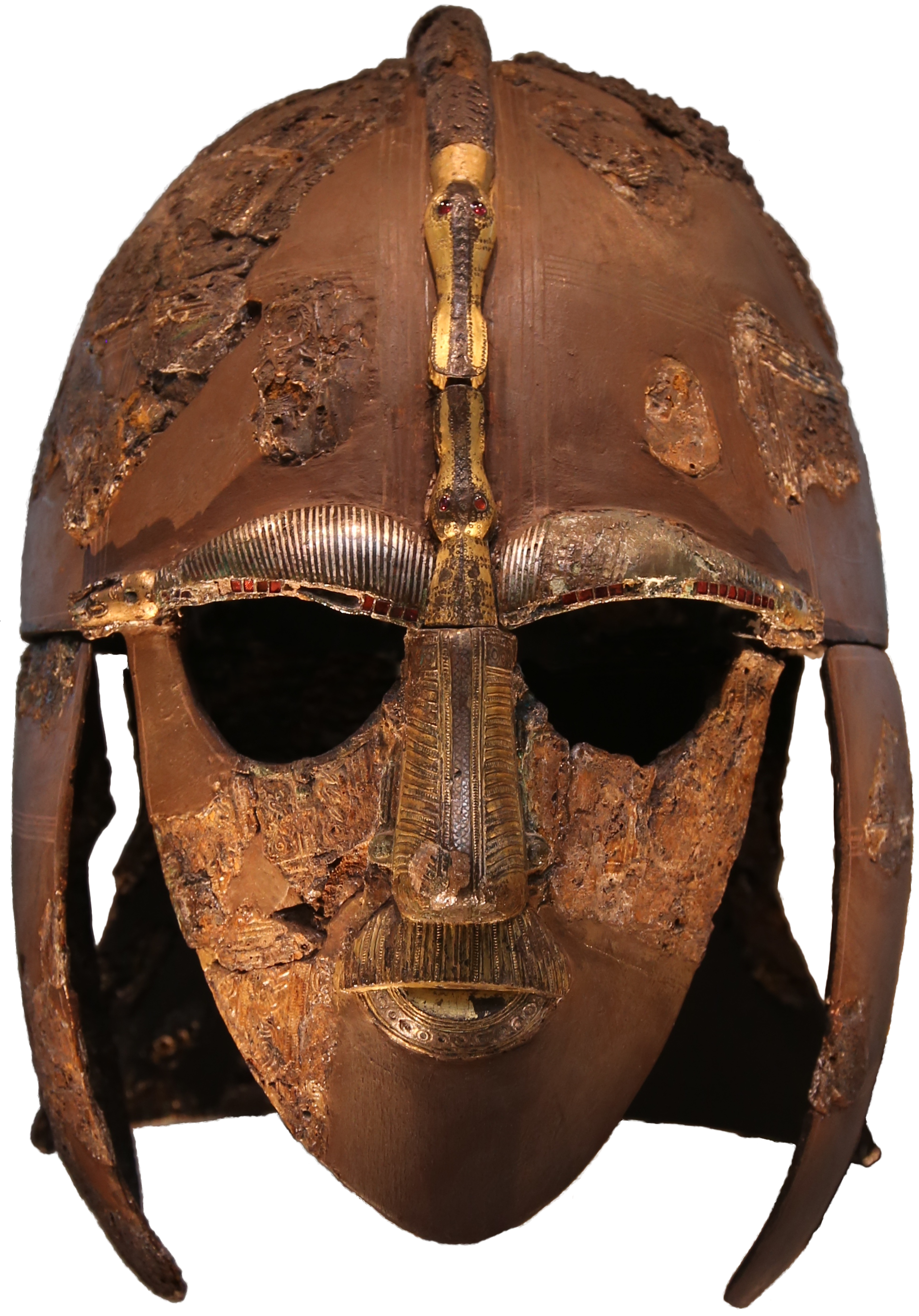
Elmo di Sutton Hoo

Scarse e non del tutto attendibili sono le fonti sulla storia dell'Inghilterra tra il V e il VI secolo. Le poche notizie ci vengono dalla cronaca di Gildas, dalle vite dei santi, dallo studio dei toponimi e delle opere poetiche e dai ritrovamenti archeologici. I romani abbandonarono l'isola intorno al 410 d.C.; di conseguenza, i popoli insediati a nord del Vallo di Adriano come Pitti, Scoti e Caledoni iniziarono a spingersi nelle fertili pianure meridionali dell'Inghilterra. Per difendersi dai loro attacchi, i Britanni chiesero aiuto, come già fatto in precedenza dai romani, alle tribù germaniche dell'Europa continentale: Juti, Sassoni, Frisoni e Angli giunsero così sull'isola.
Successivamente, i mercenari anglosassoni si ribellarono e iniziarono un processo graduale d'insediamento che culminò, nel VII secolo, con l'eliminazione della classe politica dominante e con l'instaurazione di una serie di regni germanici in tutta l'isola. Fu così che durante il V e il VI secolo iniziarono a giungere sull'isola un sempre più crescente numero di popolazioni germaniche che si stabilirono in piccole fattorie e villaggi, diffondendo la loro lingua, l'inglese antico, man mano che si spostavano verso ovest sotto la spinta di ulteriori arrivi; anche le popolazioni autoctone iniziarono ad abbandonare il celtico britannico e la lingua romanza britannica a favore della lingua portata dai migranti.

La Britannia nel 600 circa

Sembra che gli Juti fossero il principale gruppo che si insediò nel Kent, nell'Isola di Wight e nelle coste dell'Hampshire, mentre i Sassoni predominarono nelle aree a sud del fiume Tamigi, nell'Essex e nel Middlesex, ed infine gli Angli nel Norfolk, nel Suffolk, nelle Midlands e nel nord. Nel VII secolo, i regni germanici comprendevano la Northumbria, la Bernicia, la Deira, il Lindsey, la Mercia, l'Anglia orientale, l'Essex, il Wessex, il Sussex e il Kent, a cui si aggiungevano gruppi locali che diedero vita alle regiones, piccole comunità governate da potenti famiglie. Erano regni turbolenti, ma si distinguevano per una forte monarchia e un uso delle leggi basato sul guidrigildo. Gli Anglosassoni praticavano culti politeistici, non avevano una cultura scritta e vivevano di allevamento, caccia e agricoltura.

#### Cristianizzazione
Nel 597 iniziò anche la cristianizzazione dell'isola quando il papa Gregorio Magno inviò nel Kent un gruppo di missionari guidati dal monaco Agostino. Il gruppo fu ben accolto da re Etelberto del Kent, che si convertì alla nuova religione. I regni del sud dell'Inghilterra divennero cristiani e Agostino divenne il primo arcivescovo di Canterbury. Nello stesso periodo l'Inghilterra ricevette un forte influsso evangelizzatore dal cristianesimo celtico-irlandese, predicato da monaci-sacerdoti, fondatori di monasteri. Tra essi vi erano figure di spicco come San Columba di Iona, che si recò in Scozia fin dal 563, San Colombano evangelizzatore in Cornovaglia attorno al 590 e Sant'Aidano in Northumbria, che nel 635 fondò un monastero presso Lindisfarne.
Al sinodo di Whitby, re Owsy di Northumbria scelse la fede cristiana romana e vi si convertì. Teodoro di Tarso, divenuto arcivescovo di Canterbury nel 668, istituì varie diocesi e diede un'organizzazione di base alla Chiesa inglese. L'incontro tra cultura celtica e latina fece nascere una notevole serie di manoscritti, in particolare in Northumbria, da dove provennero eruditi come San Beda il Venerabile e Alcuino di York.

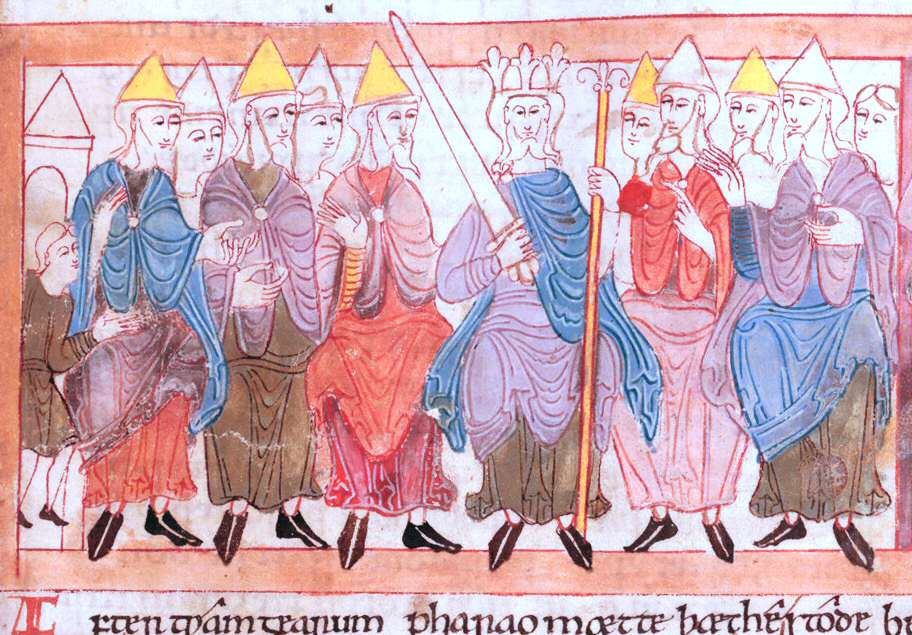
Un re anglosassone con il proprio witenagemot

#### Eptarchia
Tra il VII e l'VIII secolo l'assetto politico oscillava di continuo tra i vari regni anglosassoni, impegnati a fronteggiarsi per conquistare la supremazia gli uni sugli altri. Beda riferì che, alla fine del sesto secolo, Etelberto del Kent era il re (bretwalda) più potente d'Inghilterra, ma poi il dominio passò al Regno di Northumbria, nato dall'unione dei due regni minori di Bernicia e di Deira. Il suo potere, a sua volta, andò dissolvendosi nel corso della seconda metà del VII secolo a favore del Regno di Mercia che assunse un ruolo di primo piano sotto la guida del re Penda il quale, dopo aver invaso le terre confinanti, arrivò a esercitare il controllo su gran parte dell'attuale Inghilterra. La supremazia di Mercia durò, a fasi alterne, tutto l'VIII secolo; Offa di Mercia veniva considerato dall'imperatore Carlo Magno un suo parigrado, tanto che in una lettera indirizzata a papa Adriano I lo chiama re degl'Inglesi. All'inizio del IX secolo il Regno del Wessex mise fine alla supremazia di Mercia.

### Invasioni vichinghe e unificazione

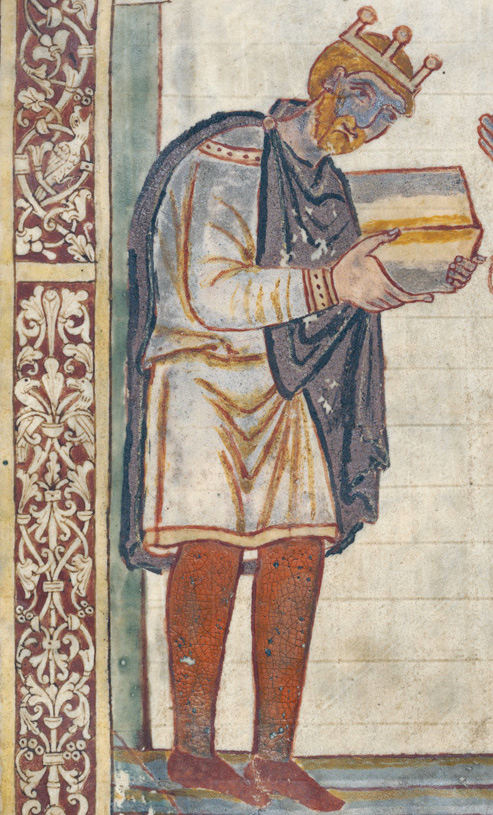
Atelstano, considerato il primo re dell'Inghilterra

Dalla fine dell'VIII secolo si fecero sempre più frequenti le incursioni vichinghe. Secondo la Cronaca anglosassone, nel 793 ebbe luogo il primo attacco scagliato contro il monastero di Lindisfarne, mentre nel 794 una sortita toccò Iona. Le razzie vichinghe, sferrate dalla Danimarca, aumentarono progressivamente sia in numero che in intensità, fino a quando nell'865 la grande armata vichinga invase definitivamente l'isola, catturò York e sconfisse il Regno dell'East Anglia. Lo stabilirsi in Inghilterra dei Vichinghi produsse un forte impatto culturale, tanto da lasciare tracce significative nella lingua inglese. La penetrazione vichinga continuò tanto che Mercia e Northumbria caddero, rispettivamente, nell'875 e nell'876.
La situazione mutò quando, nell'878 Alfredo il Grande ottenne una vittoria decisiva contro gli invasori nella battaglia di Edington. Successivamente sfruttò la situazione per raccogliere intorno a sé un gran numero di uomini in armi, grazie ai quali riuscì a costringere i Vichinghi a ritirarsi nella regione poi nota come Danelaw. Inoltre, Alfredo incoraggiò l'istruzione e migliorò il sistema legislativo statale tramite la realizzazione di un codice normativo, noto come Doom Book. Secondo gli storici anglosassoni, Alfredo si impegnò a creare una prima cultura unificata in Inghilterra: se «Alfredo fu effettivamente "re degli inglesi" più di ogni sovrano prima di lui, non lo si dovette solo alla forza militare [...] il popolo gli era sinceramente affezionato perché sapeva che egli e i suoi familiari erano sovrani giusti e prudenti».
Re Alfredo morì nel 899; a lui successe il figlio, Edoardo il Vecchio, che, insieme al cognato, Ethelred di Mercia, diede vita a un programma di espansione basato sulla costruzione di città e fortilizi. Alla morte di Edoardo, il figlio Atelstano, del casato dei Wessex, salì sul trono di Mercia. Atelstano continuò il programma di espansione del padre e della zia, diventando de facto il primo re dell'Inghilterra, tanto che una cronaca del tempo lo descrive come «il primo a governare ciò che in precedenza molti re condividevano tra loro». Inoltre, le monete e i documenti iniziarono a descriverlo come "re degli inglesi".
Tuttavia l'unità inglese non fu raggiunta in maniera stabile, dato che i successori di Atelstano persero e riconquistarono la Northumbria. Poco dopo la metà del secolo X Edgardo d'Inghilterra riuscì a consolidare il regno. Intorno agli anni 950, sotto i regni dei fratelli di Atelstano, Edredo ed Edgardo, i successi contro i Vichinghi continuarono e York fu riconquistata definitivamente. Con la morte di Edgardo, tuttavia, iniziarono problemi nella successione al trono; nel 978 Etelredo II d'Inghilterra prese il potere in seguito all'omicidio del fratello Edoardo il Martire.
Poco dopo gli scandinavi rinnovarono il proprio interesse nei confronti dell'Inghilterra ed Etelredo perdette il suo regno per opera di Sweyn di Danimarca, riconquistandolo però alla morte di quest'ultimo. Il figlio di Etelredo, Edmondo II, morì poco dopo, consentendo così al figlio di Sweyn, Canuto il Grande, di salire sul trono d'Inghilterra nel 1016. Dopo alterne vicende, la casata dei Wessex tornò sul trono d’Inghilterra nel 1042 con Edoardo il Confessore. Edoardo non ebbe figli e la sua successione divenne nuovamente problematica. Quando Edoardo morì nel 1066, Aroldo II riuscì a conquistare il trono dopo aver sconfitto il rivale norvegese, Harald III Sigurdsson, nella battaglia di Stamford Bridge.

### Conquista e dominazione normanna

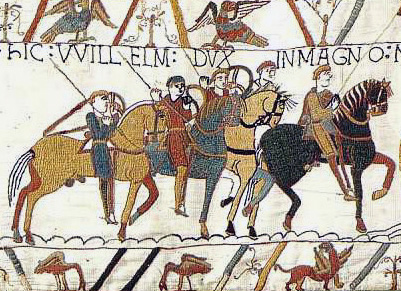
L'arazzo di Bayeux che ritrae la battaglia di Hastings. Nel particolare è raffigurato il duca normanno Guglielmo il Conquistatore

La crisi nella successione venne sfruttata dal duca di Normandia Guglielmo, anch'egli pretendente al trono, per sbarcare nel 1066 in Inghilterra e sconfiggere Aroldo nella battaglia di Hastings. In poco tempo Guglielmo occupò il sud dell'isola dove fece edificare numerosi castelli per controllare i maggiori centri di potere; ai suoi nobili assegnò terre mentre i notabili anglosassoni vennero cooptati o eliminati. Soppresse alcune rivolte spostò la sua attenzione verso il nord, mentre alcuni signori normanni invadevano il Galles. Oltre un ventennio dopo lo sbarco, su ordine di Guglielmo venne completato il Domesday Book, un censimento sulla popolazione e sulle proprietà immobiliari e terriere a fini fiscali. La corte di Guglielmo e gli aristocratici al suo seguito erano Anglo-normanni e parlavano il francese della Normandia, conosciuto appunto come lingua anglo-normanna.

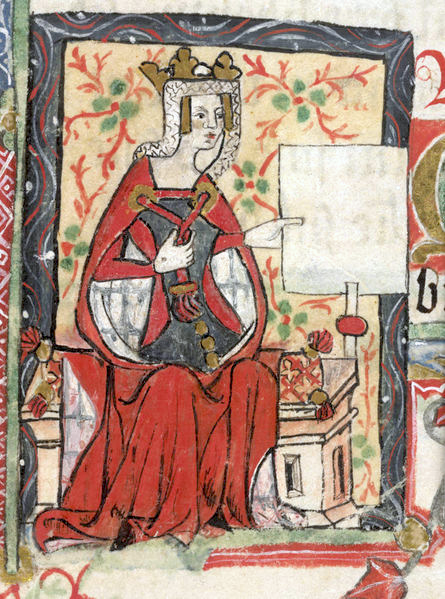
Matilde d'Inghilterra

Il dominio normanno, tuttavia, si dimostrò a breve instabile; le successioni al trono furono contestate, portando a violenti conflitti tra i vari pretendenti e i propri sostenitori. Re Guglielmo II ereditò il trono ma dovette far fronte a violente rivolte da parte di chi lo voleva sostituire con suo fratello maggiore Roberto o con suo cugino Stefano d'Aumale. Nel 1100, Guglielmo II morì durante una battuta di caccia e, nonostante le pretese dei rivali, il fratello minore Enrico I prese immediatamente il potere. Scoppiò così una guerra dinastica, che si concluse con la sconfitta di Roberto nella battaglia di Tinchebray e la sua successiva prigionia. Il figlio Guglielmo Cliton, rimase tuttavia libero e costituì il fulcro di nuove rivolte perpetrate fino alla sua morte avvenuta nel 1128.

#### Anarchia inglese
L'unico figlio legittimo di Enrico, Guglielmo, morì nel 1120 nel naufragio della White Ship, aprendo una nuova crisi nella successione al trono. Durante il debole regno del nipote di Enrico, Stefano I (1135-1154), la situazione del regno inglese andò via via deteriorandosi, oscillando tra la guerra civile e il potere feudale dei baroni; il periodo viene ricordato come "Anarchia inglese".
Per questioni dinastiche infatti Stefano entrò in contrasto con la cugina, l'imperatrice Matilda, la quale nell'autunno del 1139 invase l'Inghilterra assieme al marito Goffredo di Angiò e al fratellastro Roberto di Gloucester. Stefano venne catturato e Matilda diventò regina; tuttavia, in seguito a contrasti coi suoi sudditi venne espulsa da Londra e nel 1148 dovette far ritorno in Francia. Stefano tornò dunque sul trono, ma dopo la morte dei suoi eredi Stefano accettò il trattato di Wallingford con il quale riconosceva il figlio di Matilda, Enrico, come suo legittimo successore. Il trattato segnò la fine della guerra civile e nel 1154 Enrico venne incoronato Re d'Inghilterra.

### L'Inghilterra dei primi Plantageneti

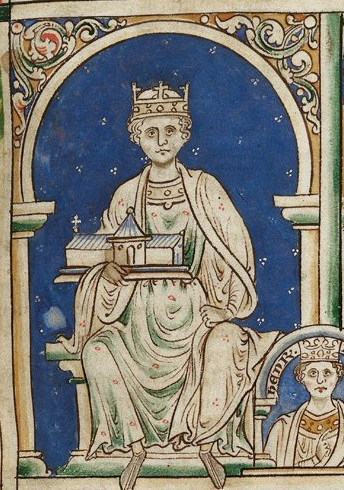
Enrico II d'Inghilterra

Enrico II d'Inghilterra fu il primo dei sovrani Angiò-Plantageneti d'Inghilterra, così chiamati perché erano anche conti di Angiò nel Nord della Francia. Enrico aveva anche acquisito il vastissimo Ducato di Aquitania grazie al matrimonio con Eleonora e l'Inghilterra divenne una parte fondamentale di un insieme di territori dislocati in tutta l'Europa occidentale, in seguito chiamato Impero plantageneto. Durante il suo regno egli fu in grado di ripristinare il centralismo monarchico, ricostituì il tesoro della corona, invase l’Irlanda favorendone la colonizzazione anglo-normanna del paese. Importante anche il suo ruolo nel diritto ed in particolare nello sviluppo del sistema che sarà conosciuto come common law. Già durante il suo regno si presentarono problemi legati alla sua successione con diverse rivolte guidate dai suoi figli desiderosi di acquisire potere e terre, talvolta con il sostegno del Regno di Francia, di quello di Scozia e dei principi gallesi. Dopo un ultimo scontro con il padre, suo figlio Riccardo I salì al trono nel 1189.

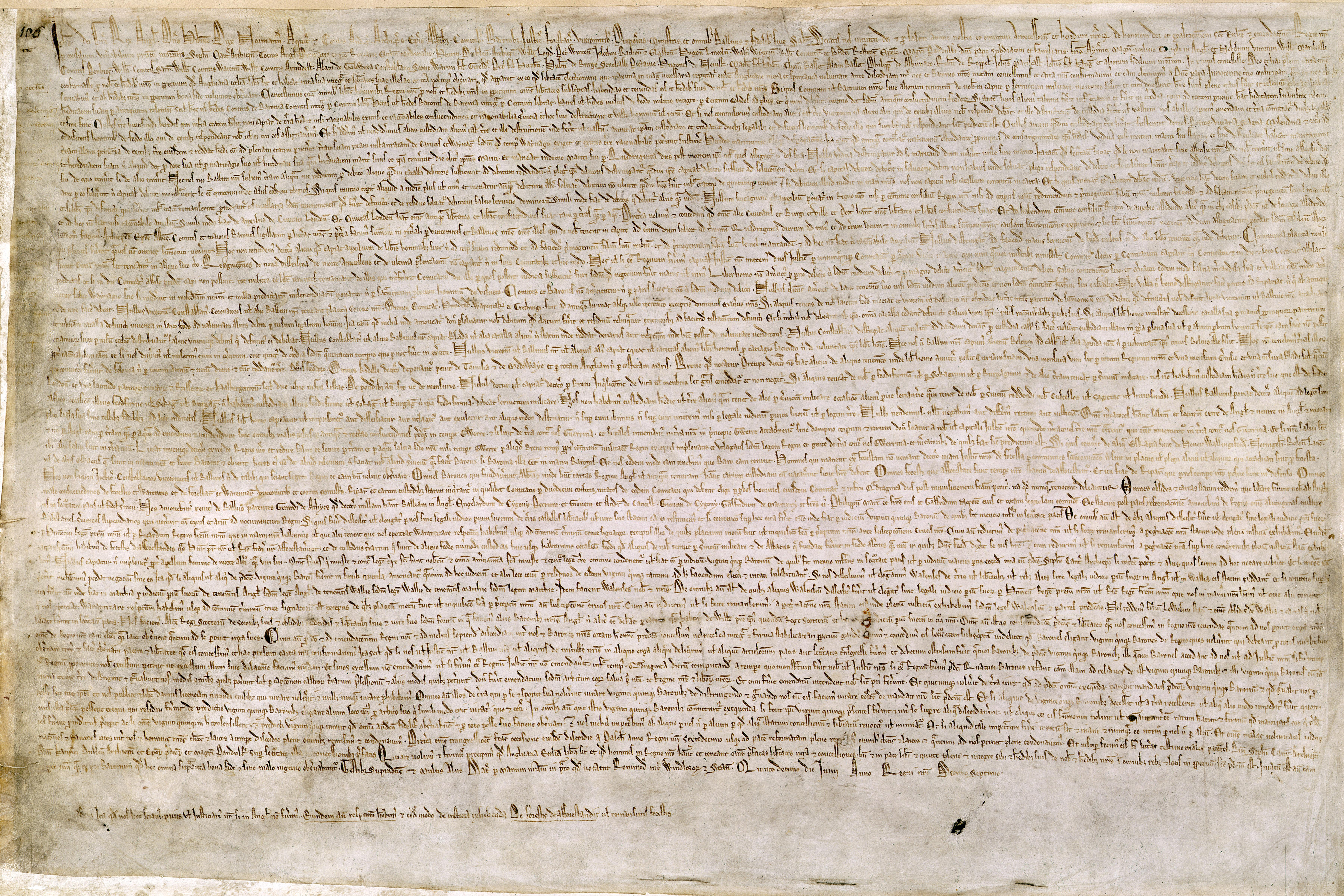
Una delle sole quattro esemplificazioni sopravvissute della Magna Carta del 1215 conservata alla British Library

Riccardo trascorse il suo regno concentrato sulla protezione dei suoi possedimenti in Francia e sulla sua partecipazione alla Terza Crociata. Suo fratello, Giovanni, gli successe sul trono d'Inghilterra alla sua morte avvenuta nel 1199 ma dopo alcuni anni di guerra perse gran parte dei territori francesi a seguito della battaglia di Bouvines contro Filippo II Augusto. Per le sue disfatte militari in Francia, l'aumento di tasse e il conflitto con Papa Innocenzo III, Giovanni divenne molto impopolare presso l'aristocrazia inglese e nel 1215 fu costretto ad emanare la Magna Carta con la quale il potere del re veniva fortemente limitato. Quando le ostilità con il Papa cessarono, Giovanni cercò di rimangiarsi la parola; questo atteggiamento provocò la prima guerra baronale. Dopo aver combattuto contro i ribelli e con i loro alleati francesi fino a giungere a una situazione di stallo, Giovanni morì e il potere passò al giovane figlio Enrico III. Il potere della corona inglese rimase comunque instabile a tal punto che durante la successiva seconda guerra dei baroni del 1264, scoppiata dopo che il sovrano aveva annullato le Disposizioni di Oxford, lo stesso re fu de facto esautorato per mano di Simone V di Montfort, nonostante il tentativo di arbitrato di re Luigi IX di Francia. Il figlio di Enrico, che successivamente diverrà Edoardo I, sconfisse le fazioni ribelli tra il 1265 e il 1267, riportando al potere suo padre.

### Tardo Medioevo (1272–1485)

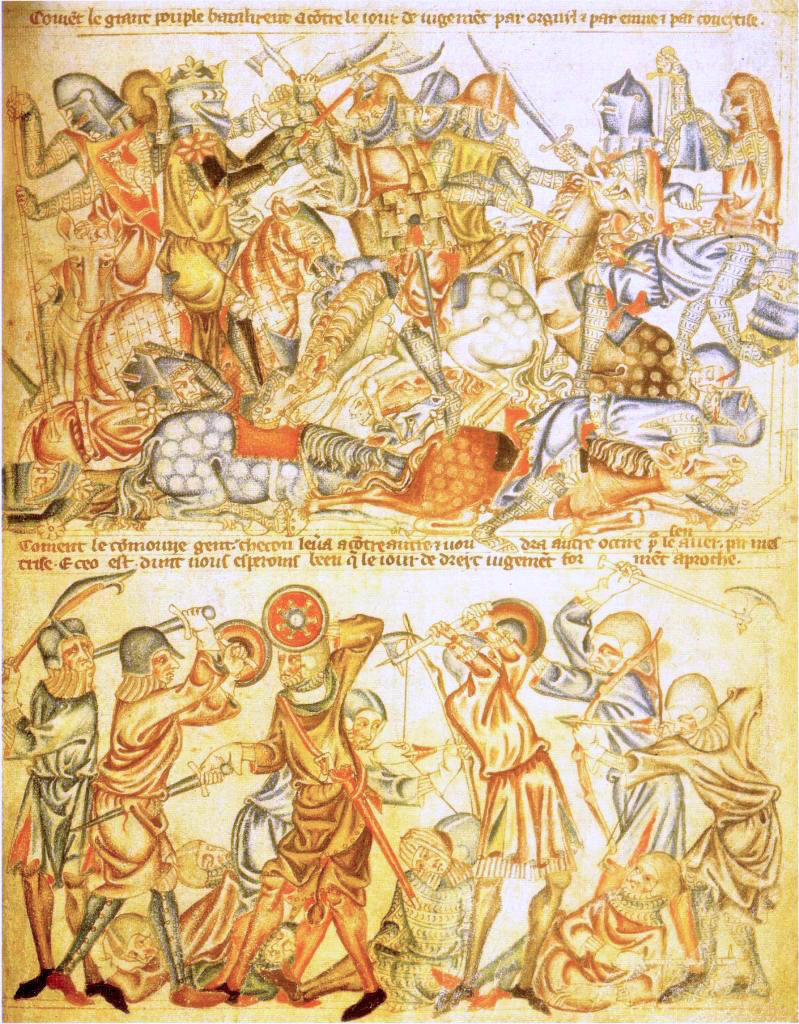
Rappresentazione della battaglia di Bannockburn contenuta nella bibbia di Holkham

Il regno di Edoardo I vide un rafforzamento dell'autorità regia e la prima convocazione del parlamento inglese. Edoardo I riuscì a conquistare il Galles e cercò di avanzare pretese dinastiche sulla Scozia. Edoardo II fu un re dissoluto e poco energico, fortemente influenzato dai suoi favoriti e amanti. Il leader scozzese Robert Bruce riuscì a riconquistare i territori persi durante il regno di Edoardo, sconfiggendo gli inglesi nella battaglia di Bannockburn del 1314. Nel 1326 Edoardo II venne deposto dalla moglie Isabella, figlia del re Filippo IV il bello di Francia, e dall'amante di lei Ruggero Mortimer. Nel 1327 salì al trono suo figlio Edoardo III. Durante il suo lungo regno (1327-1377) Edoardo III riuscì a trasformare l'Inghilterra in una grande potenza militare e dopo aver battuto il Regno di Scozia, Edoardo rivendicò la corona di Francia in quanto nipote di Filippo il bello; questo atto diede inizio alla guerra dei cent'anni. Sotto Edoardo III l'Inghilterra riportò una grande vittoria nella battaglia di Crécy.
Nel corso del Trecento si abbatterono in Inghilterra alcune gravi catastrofi, tra cui la grande carestia del 1315-1317 e la peste nera del 1348; in particolare l'epidemia di peste nera causò la morte di quasi la metà della popolazione inglese. Questi datti furono poi propedeutici alla rivolta dei contadini del 1381. Edoardo III concesse molto potere ad alcune famiglie aristocratiche di cui si legò in alleanze matrimoniali; queste potenti famiglie aristocratiche ne uscirono fortemente rafforzate tanto da poter rivendicare il trono inglese. I metodi arroganti di Riccardo II fecero alienare le simpatie di questa potente aristocrazia.

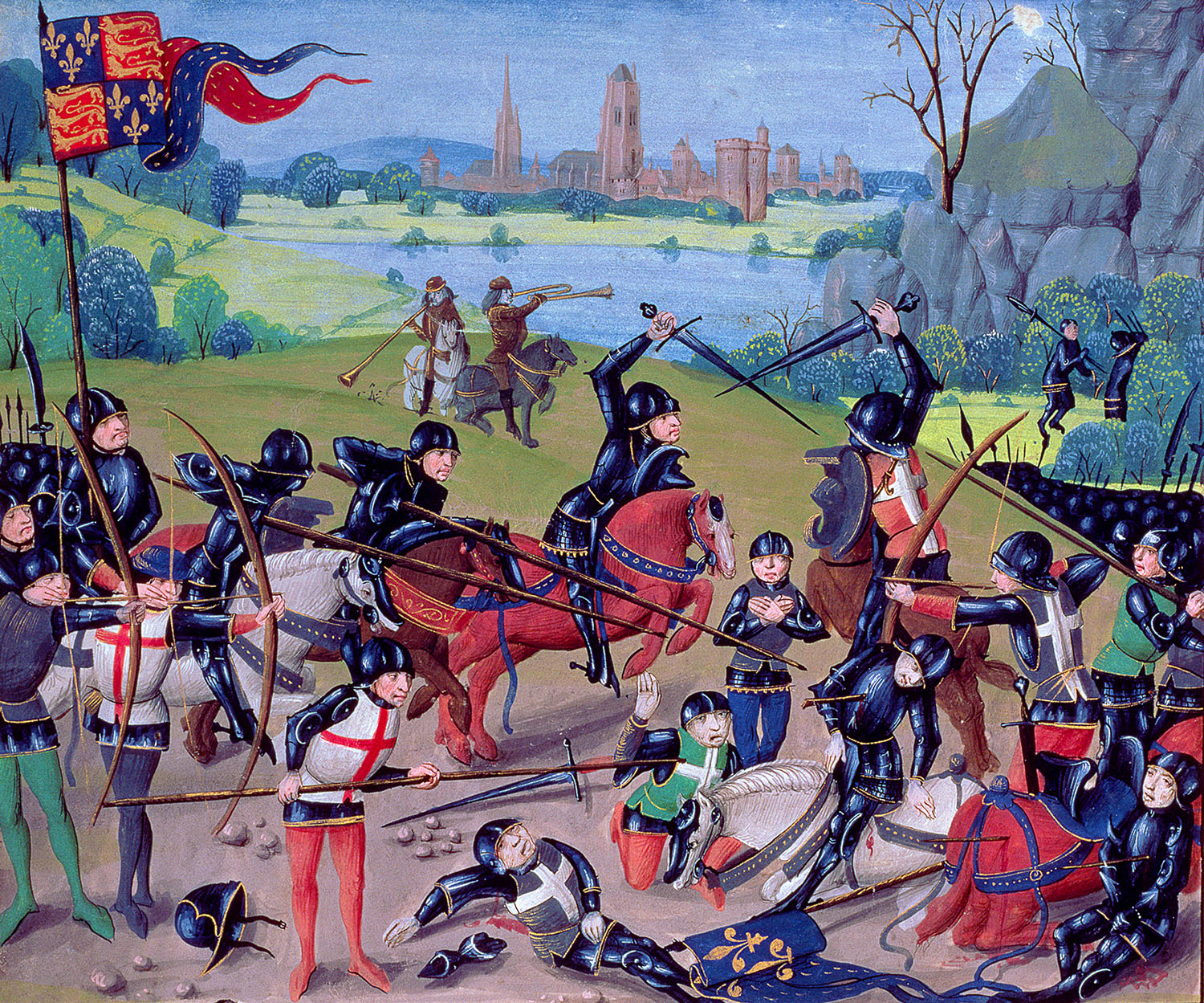
Battaglia di Azincourt parte della guerra dei cent'anni

Alla fine del Trecento con sovrano Enrico IV della casa di Lancaster, continuarono i tumulti.
Il regno di Enrico V, salito al trono nel 1413, è ricordato per la grande vittoria inglese nella battaglia di Azincourt. Enrico V morì di dissenteria nel 1422 lasciando incompleti innumerevoli programmi tra cui quello di bandire una nuova crociata contro i musulmani per riconquistare la Terrasanta. Sotto il debole Enrico VI le rivolte in Inghilterra tornarono ad intensificarsi, soprattutto dopo la sconfitta finale nella guerra dei cent'anni.
A seguito dell'infermità mentale occorsa a Enrico VI di Lancaster, non più in grado di controllare la situazione, nel 1455 scoppiò la guerra delle due rose contro i sostenitori dei suoi cugini della casa di York; si trattava di piccole schermaglie che tuttavia finirono per minare l'autorità centrale. Nel 1461 Edoardo di York depose il sovrano diventando Edoardo IV d'Inghilterra e riuscì a sconfiggere i Lancaster nella Battaglia di Mortimer's Cross. Edoardo IV fu brevemente spodestato nel 1470-71 quando Richard Neville, XVI conte di Warwick riuscì, per un breve periodo, a riportare Enrico VI sul trono. Sei mesi dopo, Edoardo di York sconfisse Warwick e tornò sul trono. Enrico VI venne di nuovo imprigionato nella Torre di Londra dove morì, molto probabilmente assassinato, nel maggio del 1471.

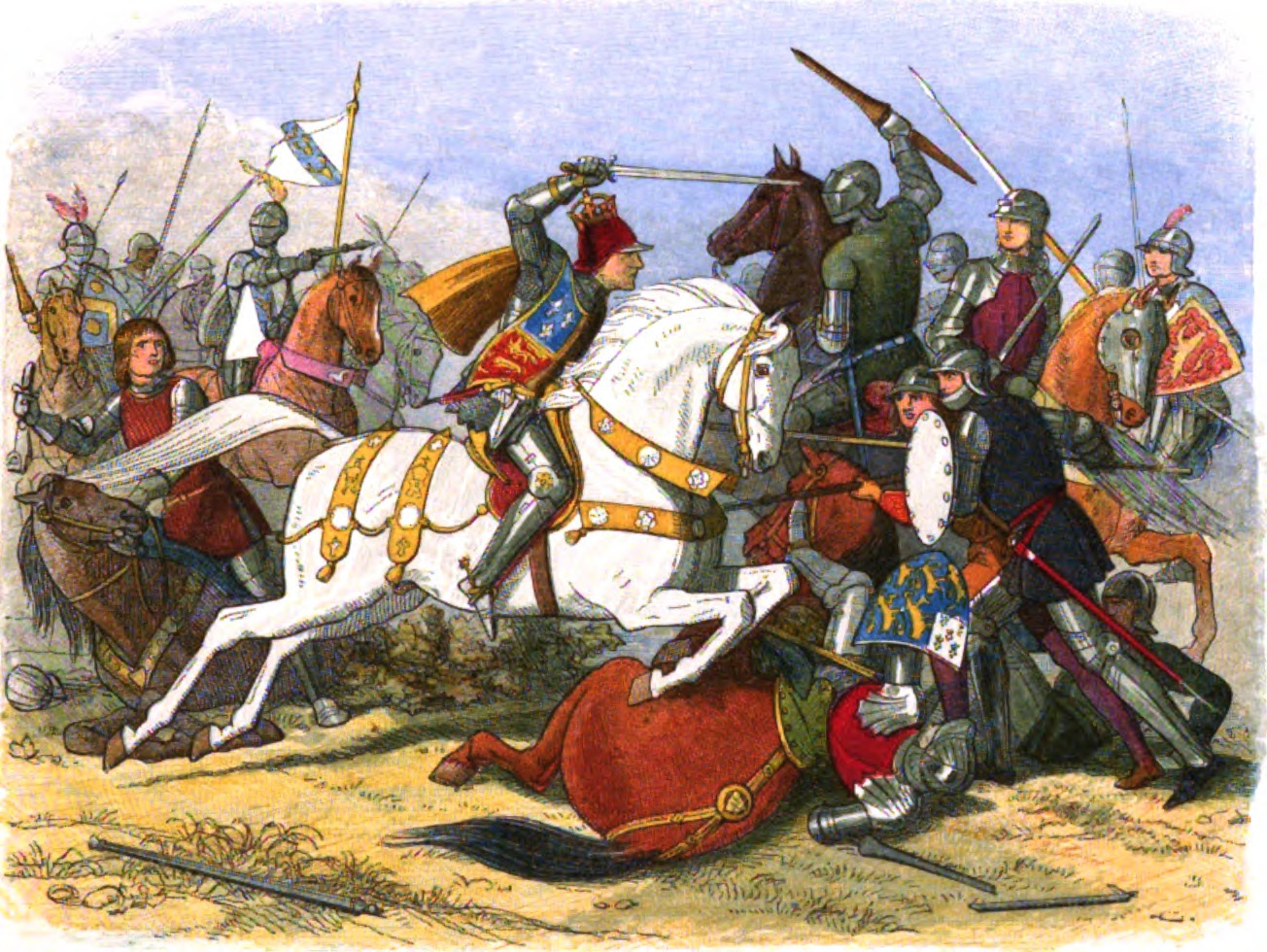
Raffigurazione della battaglia di Bosworth Field

Edoardo IV morì nel 1483, a soli quaranta anni di età. Successore di Edoardo IV avrebbe dovuto essere il figlio tredicenne Edoardo, ma Riccardo di Gloucester, fratello di Edoardo IV, dichiarò che le nozze del fratello non erano valide, facendo diventare così Edoardo V re illegittimo. Edoardo V, e il fratello minore Riccardo, furono imprigionati nella Torre di Londra. Riccardo di Gloucester divenne Riccardo III d'Inghilterra. I due principini non furono più visti e probabilmente morirono nella Torre. Re Riccardo III fu vituperato come un pericoloso mostro per avere, si sospettava, ucciso i nipoti per ottenere il trono. Questo odio per Riccardo oscurò il suo abile governo durante il suo regno. Nell'agosto del 1485 Enrico Tudor, un discendente collaterale dei Lancaster sconfisse e uccise Riccardo III nella battaglia di Bosworth Field riuscendo poi ad essere eletto re divenendo Enrico VII d'Inghilterra e ponendo fine alla guerra dinastica.

## Epoca moderna

### L'Inghilterra dei Tudor

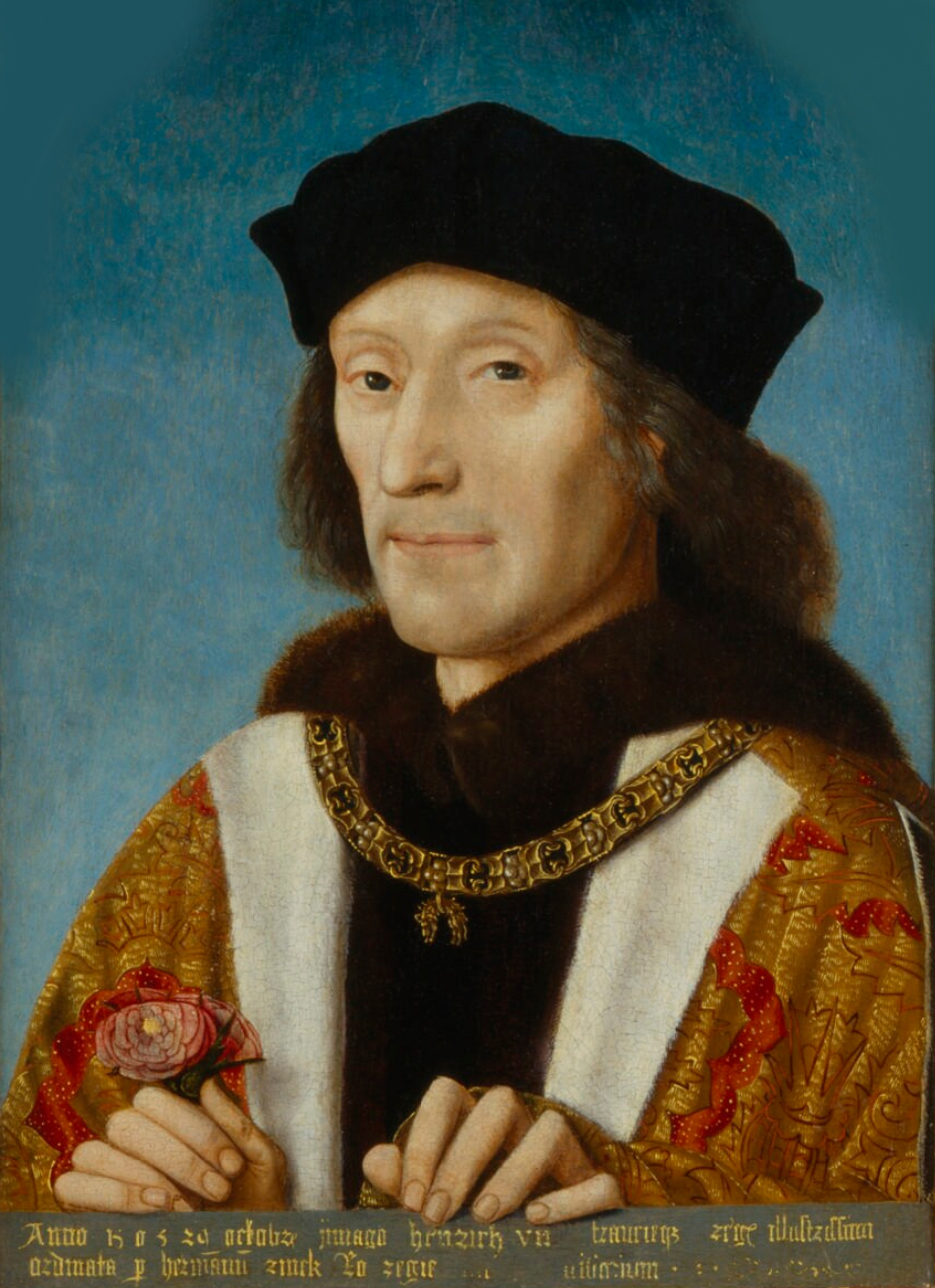
Ritratto di Enrico VII d'Inghilterra

Con l'ascesa al trono di Enrico VII, venne posta fine alla guerra delle due rose; i Tudor regnarono in Inghilterra per 118 anni. Il parlamento inglese riconobbe Enrico VII come sovrano ma i sostenitori degli York erano ancora forti. Enrico VII nel 1486 sposò la figlia maggiore di Edoardo IV, riunendo così le casate rivali degli York e dei Lancaster. Anche se dovette far fronte a diversi complotti e a ribellioni interne, Enrico VII riuscì a stabilizzare l'autorità regia.
La politica estera di Enrico VII fu impostata alla ricerca dell'alleanza con la Spagna e il Sacro Romano Impero; tuttavia nel 1493 l'Inghilterra si vide coinvolta in un conflitto contro la Francia. Alla fine, dati i problemi interni, Enrico VII riuscì a trovare un compromesso con la Francia, nel quale rinunciava le pretese sui territori francesi, eccetto per il porto di Calais, ancora in mano inglese. Poco dopo Enrico VII riuscì ad avvicinarsi alla Scozia, poiché diede in sposa la figlia Margherita a re Giacomo IV.

Enrico VIII di Hans Holbein

Nel 1509 morì Enrico VII. Dal momento che Arthur, il figlio primogenito di Enrico VII, era morto a quindici anni nel 1501, la corona passò al secondogenito Enrico, che divenne Enrico VIII d'Inghilterra. Enrico sposò la cognata vedova Caterina d'Aragona, dalla quale ebbe parecchi figli, ma di cui sopravvisse solo Maria, in seguito nota come "Maria la Sanguinaria". Nel 1512 l'Inghilterra entrò in guerra contro la Francia, ma dalla quale Enrico VIII non trasse nessun vantaggio politico. Durante l'assenza di re Enrico VIII, impegnato in Francia, Giacomo IV di Scozia iniziò ad invadere l'Inghilterra, ma gli scozzesi furono battuti nella battaglia di Flodden Field nel settembre 1513.
Negli anni Venti Caterina d'Aragona non era più in grado di dare altri figli ad Enrico. Il re, che sperava di generare un erede maschio, (in quel momento l'erede al trono sarebbe stata la figlia Maria), nel 1527 tentò di ottenere il divorzio da Caterina, ma trovò l'opposizione del potente Lord Cancelliere Thomas Wolsey e del cardinale Lorenzo Campeggi, legato del Pontefice. Non avendo la possibilità di ottenere il divorzio dalla Chiesa Cattolica, Enrico decise di sbarazzarsi di Wolsey e di secedere dalla Chiesa di Roma, e con l'Atto di supremazia la Chiesa inglese si separò da quella romana (scisma anglicano). Caterina venne bandita dalla corte inglese nel 1530 e passò il resto della sua vita in un maniero isolato, senza che potesse incontrare la figlia Maria, la quale fu dichiarata figlia illegittima. Nel 1530 Enrico VIII sposò Anna Bolena che nel 1533 partorì una figlia, la futura Elisabetta I d'Inghilterra. Ancora preoccupato della stabilità dinastica, non garantita appieno da un'erede femmina, Enrico decise di imprigionare Anna nella Torre di Londra e, nel maggio del 1536, di decapitarla con l'accusa di adulterio. Enrico sposò Jane Seymour, dalla quale ebbe il sospirato erede maschio nel 1537, il futuro Edoardo VI d'Inghilterra. Elisabetta, alla pari della sorellastra Maria, venne dichiarata figlia illegittima. Dopo Jane Seymour, morta pochi giorni dopo aver partorito Edoardo, Enrico si sposò altre tre volte: con la principessa tedesca Anna di Clèves, con Caterina Howard e Caterina Parr.

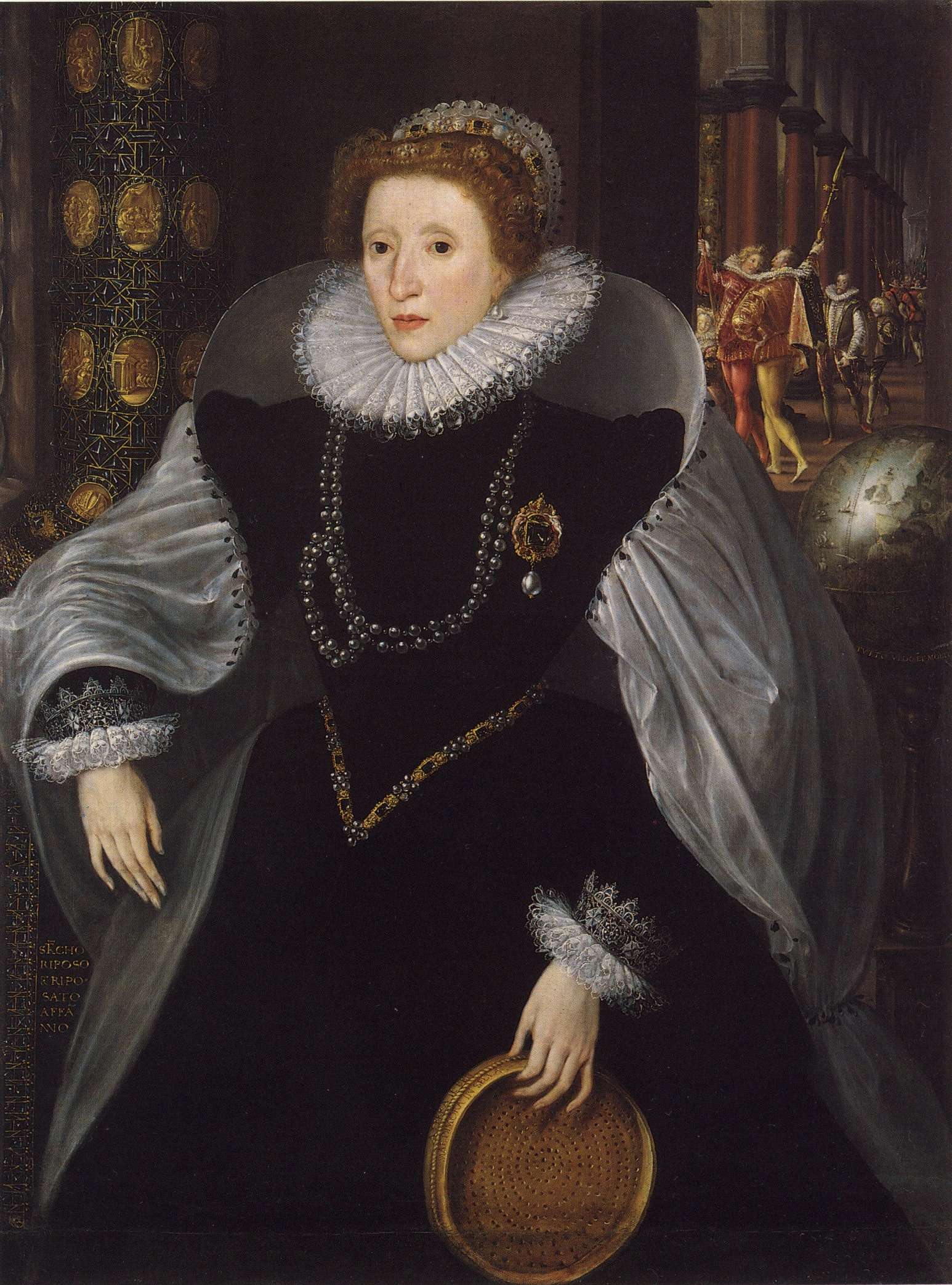
Elisabetta I d'Inghilterra.

Enrico VIII morì nel gennaio del 1547 a cinquantacinque anni. Successore di Enrico fu Edoardo VI, che divenne re all'età di nove anni. Vista la giovanissima età del re, il potere effettivo fu esercitato da Edward Seymour e, dopo la rimozione di questi, da John Dudley. Edoardo VI morì di tubercolosi nel 1553; il titolo regio passò a Maria I. Maria fu una devota cattolica, tanto che credeva di riportare l'Inghilterra nell'alveo delle nazioni cattoliche. Con il ritorno al cattolicesimo dell'Inghilterra, 274 protestanti furono condannati al rogo. Nel 1556 Maria sposò il cugino Filippo d'Asburgo. Nel 1558 la regina Maria morì di cancro uterino.
Elisabetta Tudor ascese al trono dopo la morte della sorellastra Maria. La nuova regina ripristinò la Chiesa d'Inghilterra, ristabilendo lo scisma con la Chiesa di Roma. In politica interna Elisabetta riuscì a mantenere la stabilità del suo regno, riuscendo a potenziare l'autorità regia a scapito dell'antica nobiltà. Nel 1569 la Regina Maria Stuarda, cugina di Elisabetta, scappò dalla Scozia per rifugiarsi in Inghilterra, ma venne subito arrestata e imprigionata per diciotto anni di prigionia, poiché Maria di Scozia, e non Elisabetta, era riconosciuta dai legittimisti europei come la vera regina d'Inghilterra (con il nome di "Maria II d'Inghilterra"). Nel 1587 Maria Stuarda venne condannata a morte e decapitata. In politica estera Elisabetta cercò di prendere le distanze sia dalla Spagna, sia dalla Francia, le quali tentarono di porre fine al protestantesimo in Inghilterra. Il più grande successo militare di Elisabetta fu il respingimento dell'invasione da parte della Spagna di Filippo II con il naufragio dell'Invincibile Armata del 1588. L'età elisabettiana fu un periodo in cui l'Inghilterra visse un'intensa fase di sviluppo economico e culturale; furono questi gli anni di William Shakespeare e del teatro elisabettiano.

### L'Inghilterra degli Stuart e la guerra civile

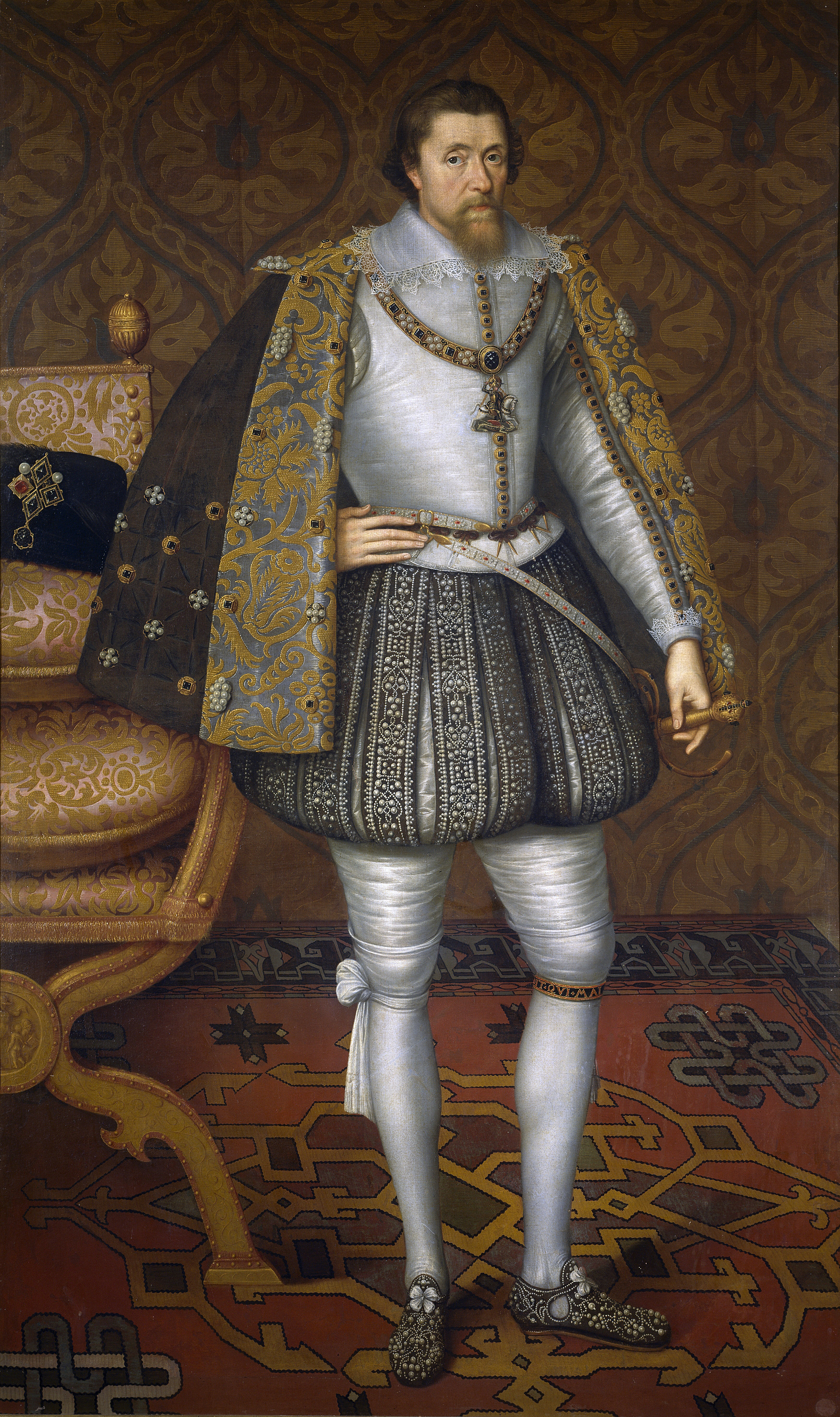
Giacomo I dipinto da Paul van Somer

Nel 1603 morì la regina Elisabetta I all'età di 69 anni. Successore al trono fu, come parente più prossimo, Giacomo VI di Scozia, figlio di Maria di Scozia. Giacomo di Scozia (Giacomo I d'Inghilterra) fu il primo monarca a regnare su tutta la Gran Bretagna nonostante non fosse mai riuscito a far approvare un atto che unisse formalmente le due corone. Appena salito al trono Giacomo cercò di riappacificarsi con la Spagna ponendo fine, con il Trattato di Londra alla Guerra anglo-spagnola. Durante il regno di Giacomo I l'Inghilterra restò al di fuori delle contese internazionali che stavano divampando in quel periodo nell'Europa continentale (Guerra dei Trent'anni) tuttavia si acuivano i contrasti religiosi interni in quanto egli, protestante anglicano, si trovò nel contempo a fronteggiare tentativi di restaurazione del cattolicesimo e a sostenere l'episcopalismo in contrasto con il presbiterianesimo dei puritani e scozzesi. Giacomo fu soprattutto incapace di trattare con il Parlamento inglese, che si mostrò immediatamente ostile nei suoi confronti; il suo gusto per l'assolutismo politico, la sua irresponsabilità nella gestione finanziaria del regno e i suoi impopolari favoritismi esasperarono la contrapposizione tra monarchia e Parlamento. In politica estera agli inizi del Seicento iniziava a prendere forma l'impero coloniale inglese; nel 1607 venne fondata la colonia di Jamestown, che fu il primo insediamento permanente nel Nordamerica. Successivamente gli inglesi cominciarono ad infiltrarsi nel commercio delle spezie, del tabacco e dello zucchero nelle Indie occidentali ed orientali.

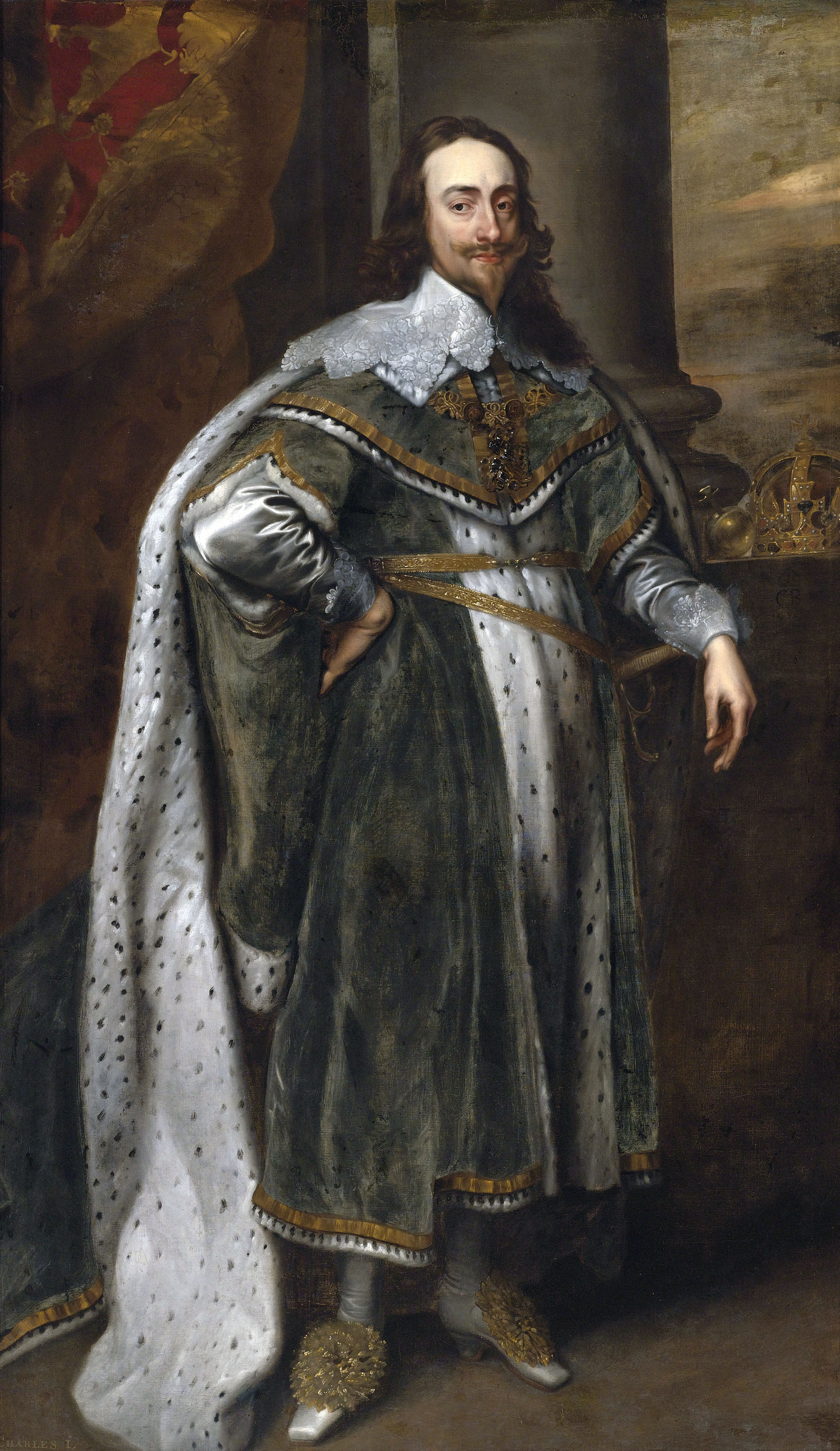
Carlo I dipinto da Antoon Van Dyck

Carlo I divenne re d'Inghilterra, Scozia e Irlanda alla morte del re Giacomo I, nel 1625. Sostenitore, come il padre, del diritto divino dei re, fu impegnato nella prima fase del suo regno una dura lotta di potere contro il Parlamento che gli si oppose risolutamente, temendo le sue aspirazioni assolutistiche, soprattutto nel tentativo di riscuotere le tasse senza il suo assenso necessarie per sostenere le fallimentari imprese militari da lui sostenute peraltro con il dissenso di parte dei parlamentari. Altra causa di attrito con una parte della società inglese fu la sua politica religiosa: perseverando nel "sentiero intermedio" della Chiesa anglicana, fu ostile alla riforma protestante che invece andava diffondendosi tra molti dei suoi sudditi inglesi e scozzesi e da questi accusato di essere a sua volta troppo vicino al cattolicesimo. Sposò infatti una principessa cattolica, Enrichetta Maria di Francia, ed ebbe come stretto collaboratore l'arcivescovo di Canterbury, l'anglicano William Laud. Le tensioni politiche e religiose accumulate nel corso degli anni si concretizzarono con lo scioglimento del Parlamento negli anni denominati del "Governo Personale" ed esplosero nella guerra civile inglese. La prima fase della guerra civile (1642-1649) vide lo scontro tra due fazioni: i realisti e i parlamentari, questi ultimi detti "Teste rotonde".

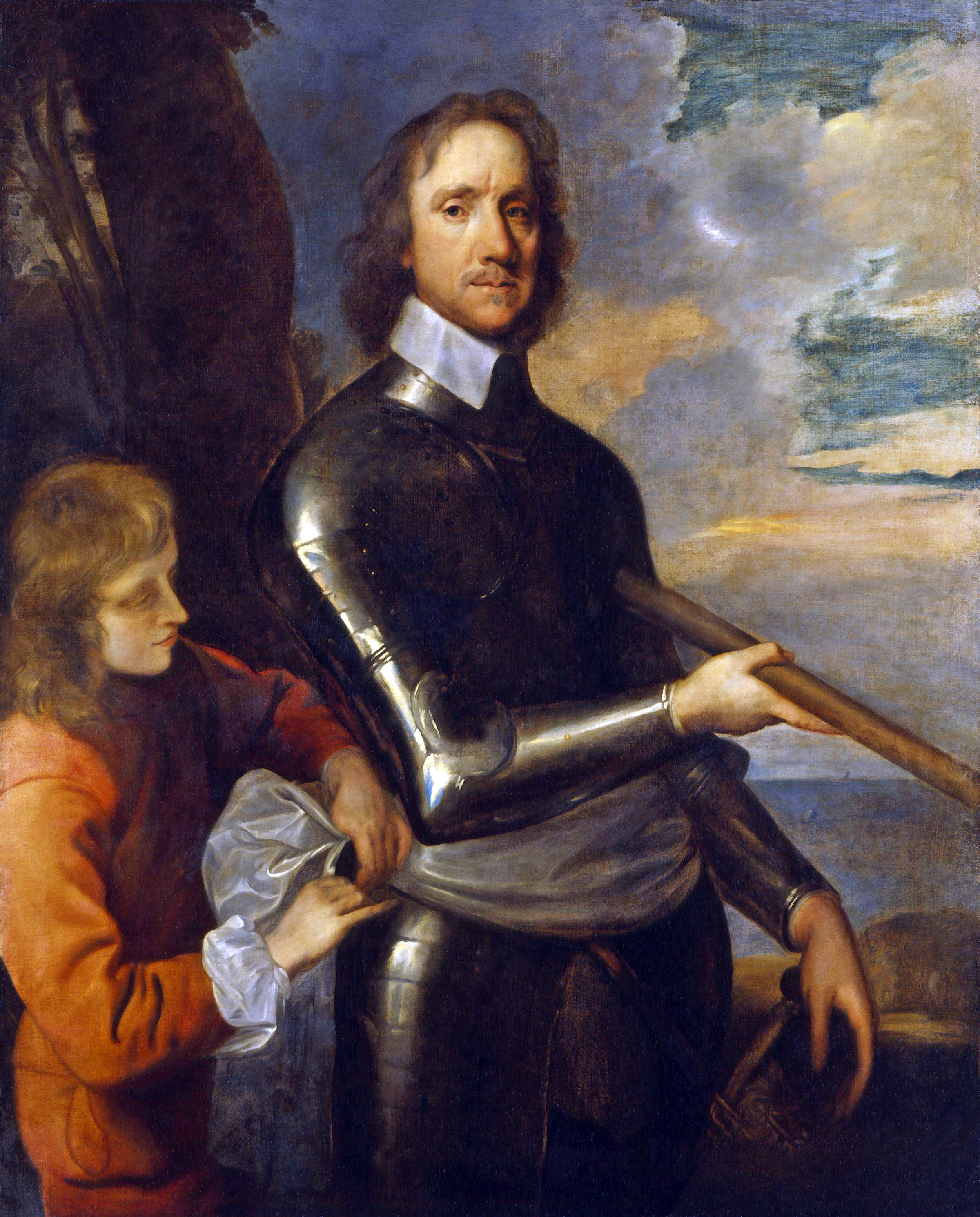
Ritratto di Oliver Cromwell eseguito da Robert Walker.

Dopo quattro anni di guerra le Teste rotonde, guidate da Oliver Cromwell, riescono a prevalere sui realisti. Nel 1649 re Carlo I venne giustiziato. Dopo la decapitazione di re Carlo I, Oliver Cromwell e il Parlamento dichiararono decaduta la monarchia e fondarono la Repubblica Unita di Inghilterra, Scozia e Irlanda (Commonwealth). Gli obiettivi di Cromwell erano di salvaguardare il diritto della proprietà, l'indipendenza della Chiesa dallo Stato, la libertà religiosa e l'eliminazione di tutte le opposizioni estremistiche. Alla Scozia venne garantita una maggiore tolleranza, mentre con l'Irlanda, non ancora pacificata, si usò il pugno di ferro. Una carta costituzionale definì Cromwell "Lord protettore del Regno". Cromwell in realtà instaurò un regime di dittatura militare confermando comunque le sue doti di leader riuscendo in breve tempo a pacificare la Scozia, a soffocare le rivolte in Irlanda e a ristabilire l'ordine in Inghilterra; sotto il suo comando l'esercito inglese vinse la prima guerra anglo-olandese facendo ottenere al paese importati accordi commerciali. Inoltre, grazie anche ad un'alleanza con la Francia, sconfisse la Spagna in un conflitto protrattosi dal 1655 al 1660. La dittatura di Oliver Cromwell durò fino al 1658, data della sua morte. Successore alla carica di "Lord protettore" fu Richard Cromwell, figlio di Oliver, ma non avendo la statura politica del padre, durò per appena poco più di un anno in quanto scelse di dimettersi conscio di non riuscire a far fronte alle evidenti instabilità del suo potere. Nel 1660 le truppe realiste riuscirono a ripristinare la monarchia; il nuovo sovrano fu Carlo II d'Inghilterra figlio del defunto Carlo I giustiziato undici anni prima.

### Fine degli Stuart e la Gloriosa rivoluzione

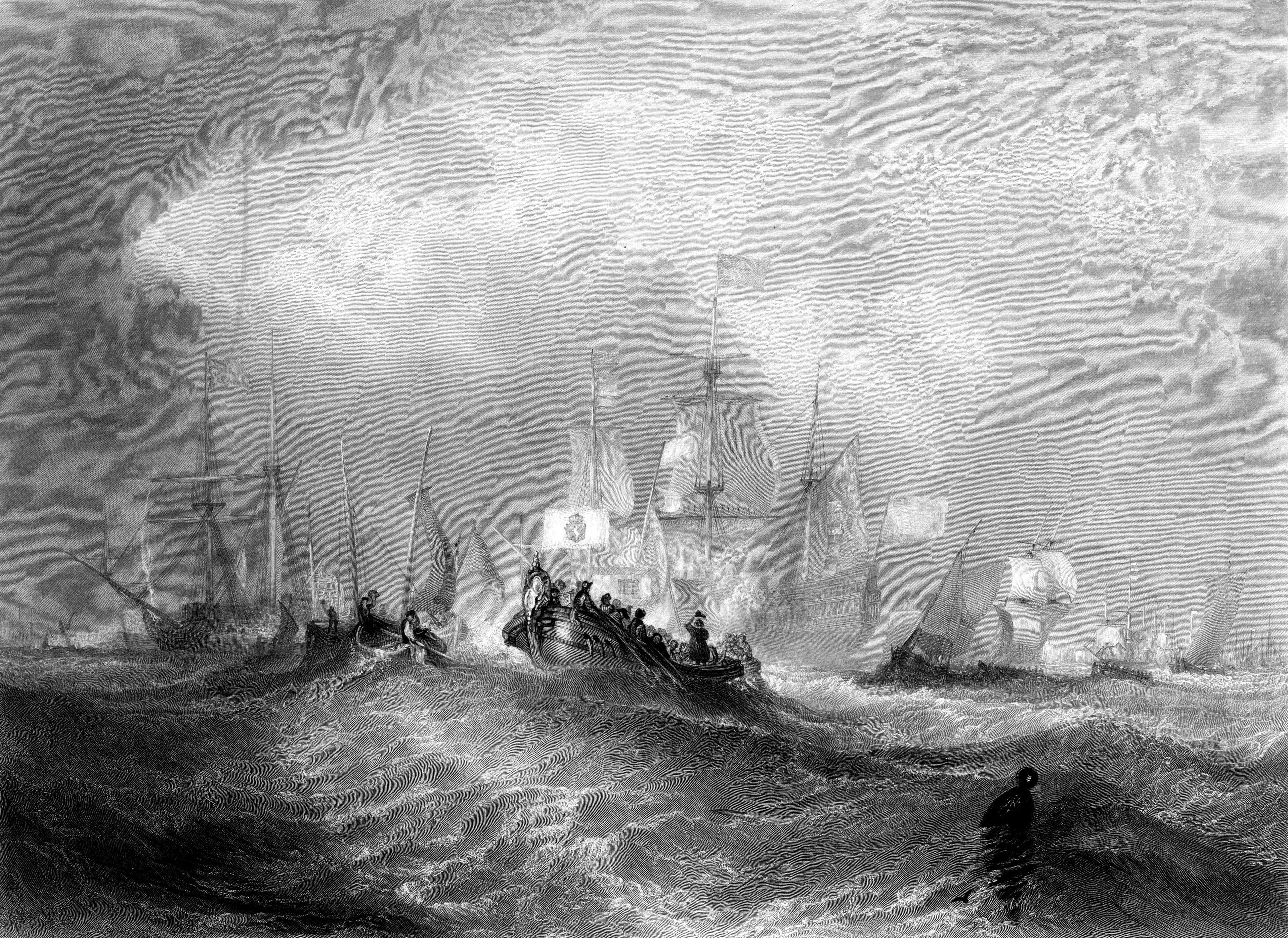
Guglielmo III d'Orange approda a Torbay

Nel 1685 morì Carlo II e il regno si trovò con il problema della successione al trono: una parte del Parlamento, appartenente al partito Whig, non voleva che il fratello minore del defunto re, Giacomo, prendesse il potere in quanto apertamente cattolico, mentre i Tory sostenevano la necessità di rispettare la linea di successione. Alla fine, il 23 aprile 1685, Giacomo II venne incoronato. Il suo regno iniziò subito con atti di dispotismo creando forti malcontenti. Giacomo II era intenzionato a riportare l'Inghilterra nell'alveo del cattolicesimo romano, così scoppiò un feroce conflitto tra il sovrano e il Parlamento. Sotto la concreta minaccia di un ritorno al cattolicesimo, il parlamento prese in mano la situazione, nominando Guglielmo III d'Orange, Statolder delle Province Unite dal 1672, ad essere il nuovo re d'Inghilterra, insieme alla moglie Maria, primogenita delle due figlie di primo letto di Giacomo II (la seconda era Anna, futura regina che succederà a Guglielmo III; sia Maria che Anna erano di religione protestante). Guglielmo accettò e sbarcò nelle coste meridionali inglesi nel novembre nel 1688 mentre re Giacomo fuggì in Francia e venne dichiarato abdicatario dal Parlamento, il quale nel febbraio 1689 elesse sovrani d'Inghilterra Guglielmo III d'Orange e sua moglie Maria II. Il primo atto a suggello della neonata monarchia costituzionale mirava a ribadire le prerogative del Parlamento e quelle del Sovrano, per evitare il ripetersi di tentativi di accentramento del potere: questo atto prese il nome di Bill of Rights (dichiarazione dei diritti). Secondo questa dichiarazione il sovrano non poteva imporre tributi a favore della Corona senza l'approvazione del Parlamento, non poteva mantenere nel regno un esercito stabile in tempo di pace senza il consenso del Parlamento, i membri del parlamento dovevano essere eletti liberamente, in parlamento vi era la libertà di parola. La "gloriosa rivoluzione" era compiuta.
In certe parti della Scozia e dell'Irlanda, alcune fazioni rimaste fedeli agli Stuart, tentarono di riportare Giacomo II sul trono, ma senza successo. Le ribellioni giacobite continuarono fino alla metà del Settecento fino a quando non furono definitivamente sconfitte nella battaglia di Culloden del 1746.

### Inghilterra degli Hannover:  Età georgiana

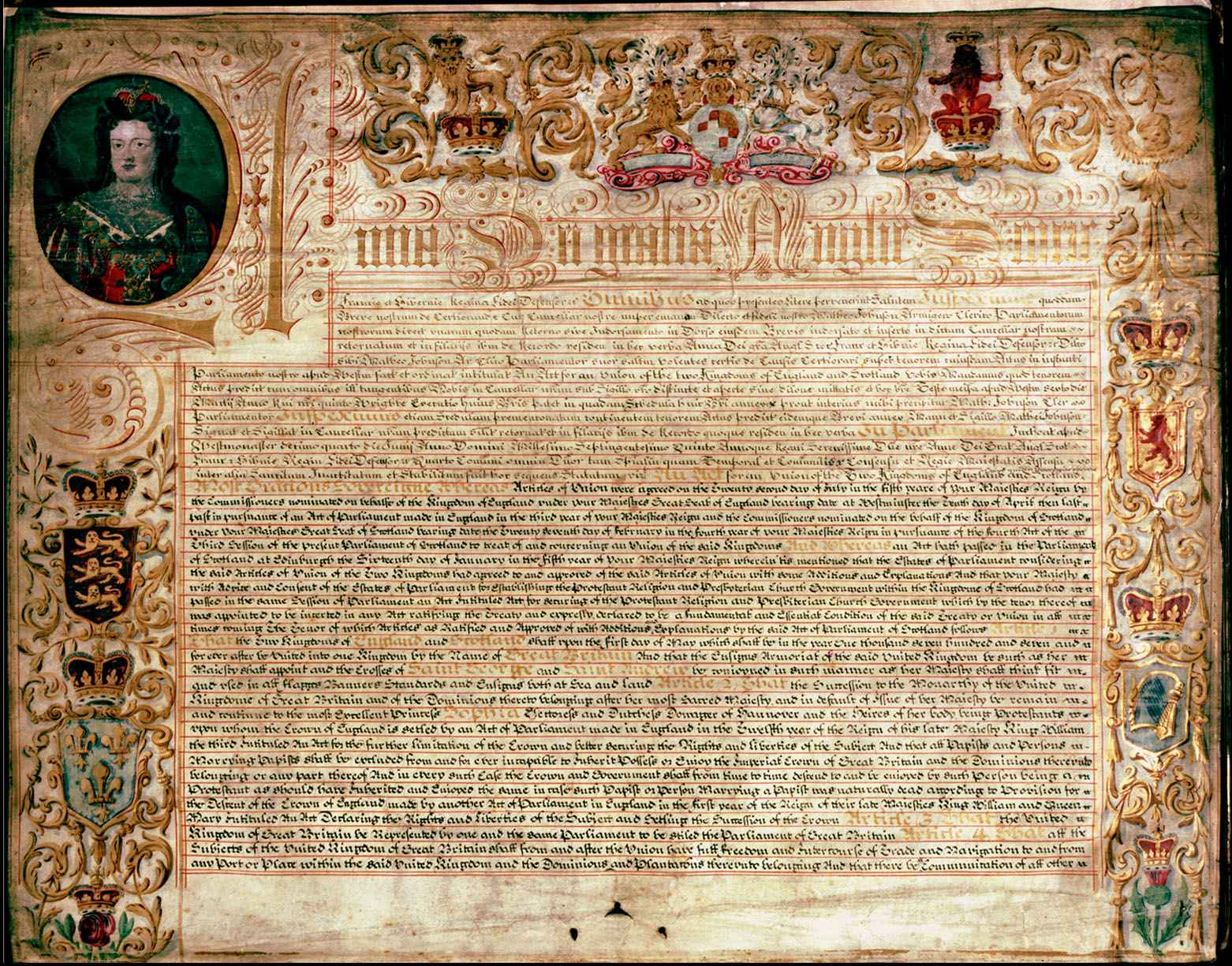
L'Atto di Unione del 1707 con cui nacque la Gran Bretagna

Con l'emanazione dell'Act of Settlement (Atto di Successione) del 1701 si stabilì che, dopo la morte di Guglielmo III d'Orange, la corona sarebbe passata alla cognata Anna Stuart e quindi ai discendenti di Sofia del Palatinato, nipote di Giacomo I e andata in sposa all'Elettore di Hannover Ernesto Augusto di Brunswick-Lüneburg. Durante il regno di Anna venne siglato anche l'Atto di Unione del 1707 con cui venivano unite le corone di Inghilterra e Scozia dando vita alla Gran Bretagna.
Morta Anna Stuart, nel 1714 il trono passò a Giorgio I di Hannover, figlio di Sofia del Palatinato, come previsto dall'Atto di Successione mettendo fine ai sovrani del casato Stuart, sebbene una fazione irriducibile che godeva del sostegno del regno di Francia sostenesse i pretendenti stuartiani. Giorgio I non fu certo un re particolarmente interessato alla politica dell'Inghilterra, nato in Germania si diceva che non parlasse nemmeno la lingua inglese. Tuttavia grazie ai primi ministri James Stanhope e Robert Walpole, durante il suo regno vennero portate a termine importanti riforme, come quelle di riorganizzazione dell'esercito e quella del Septennial Act 1716 con cui fissava in sette anni la durata della sessione parlamentare plasmando così un sistema politico più stabile. Nel 1715 un'insurrezione voluta dalle fazioni giacobite cercò, seppur senza successo, di restaurare la dinastia Stuart.

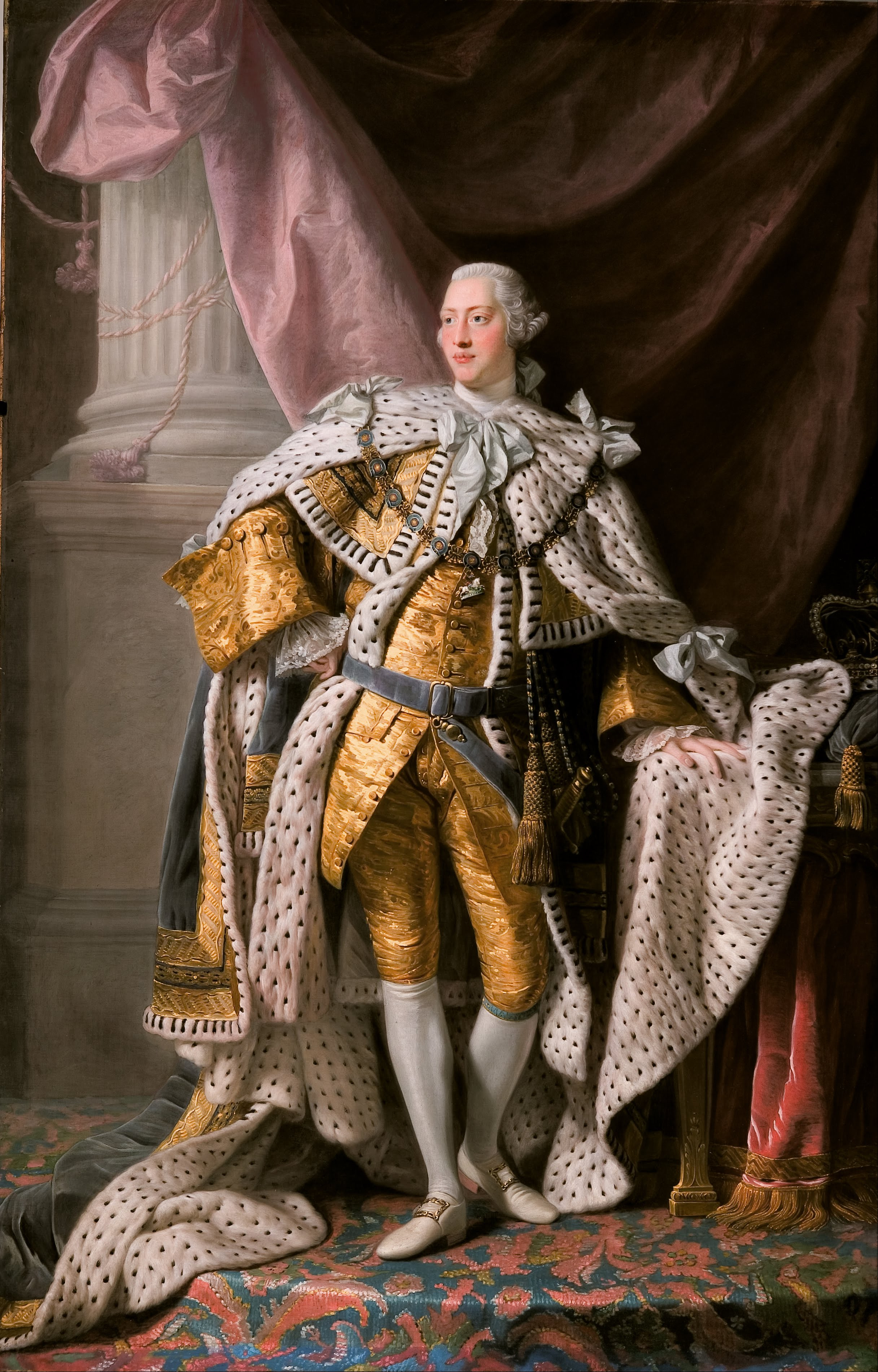
Re Giorgio III di Hannover

Il successore di Giorgio I fu il figlio che salì al trono nel 1727 con il nome di Giorgio II. Tra il 1730 e il 1742 il governo della nazione venne guidato da Sir Robert Walpole che si prodigò nel migliorare la stabilità del sistema costituzionale del Regno. Grazie alle schiaccianti vittorie conseguite nella guerra dei sette anni, combattuta dall'Inghilterra tra il 1756 e il 1763 in colazione con la Prussia, la Gran Bretagna riuscì a rafforzare le proprie britanniche nei Caraibi e nel Nord America, ottenendo il pieno controllo del Canada, a scapito della Francia. Gran parte dei meriti per tali successi si dovettero anche al ministro della guerra, e successivamente per un breve periodo anche primo ministro, William Pitt il Vecchio che guidò le azioni belliche nel momento in cui le sorti del conflitto sembravano volgere decisamente a sfavore della Gran Bretagna.
Giorgio III, succeduto al padre nel 1760, a differenza dei due precedenti sovrani fu un re britannico e infatti non si recò mai in Hannover e parlò l'inglese come prima lingua. Fu l'ultimo re inglese a dominare il governo e la politica e il suo lungo regno è noto per aver perso le tredici colonie del Nord America a seguito della sconfitta nella guerra d'indipendenza americana protrattasi tra il 1775 e il 1783 e che vide la Francia alleata alle colonie come vendetta per la sua sconfitta nella Guerra dei Sette Anni. Come conseguenza di tale perdita, venne a formarsi un cosiddetto "secondo impero" incentrato soprattutto in India, Asia e Africa. Inoltre, durante il suo regno l'Inghilterra fu impegnata nelle guerre rivoluzionarie francesi, terminate in modo inconcludente con una breve tregua, e nelle epiche guerre napoleoniche che si conclusero con la decisiva sconfitta di Napoleone nella battaglia di Waterloo del 18 giugno 1815.

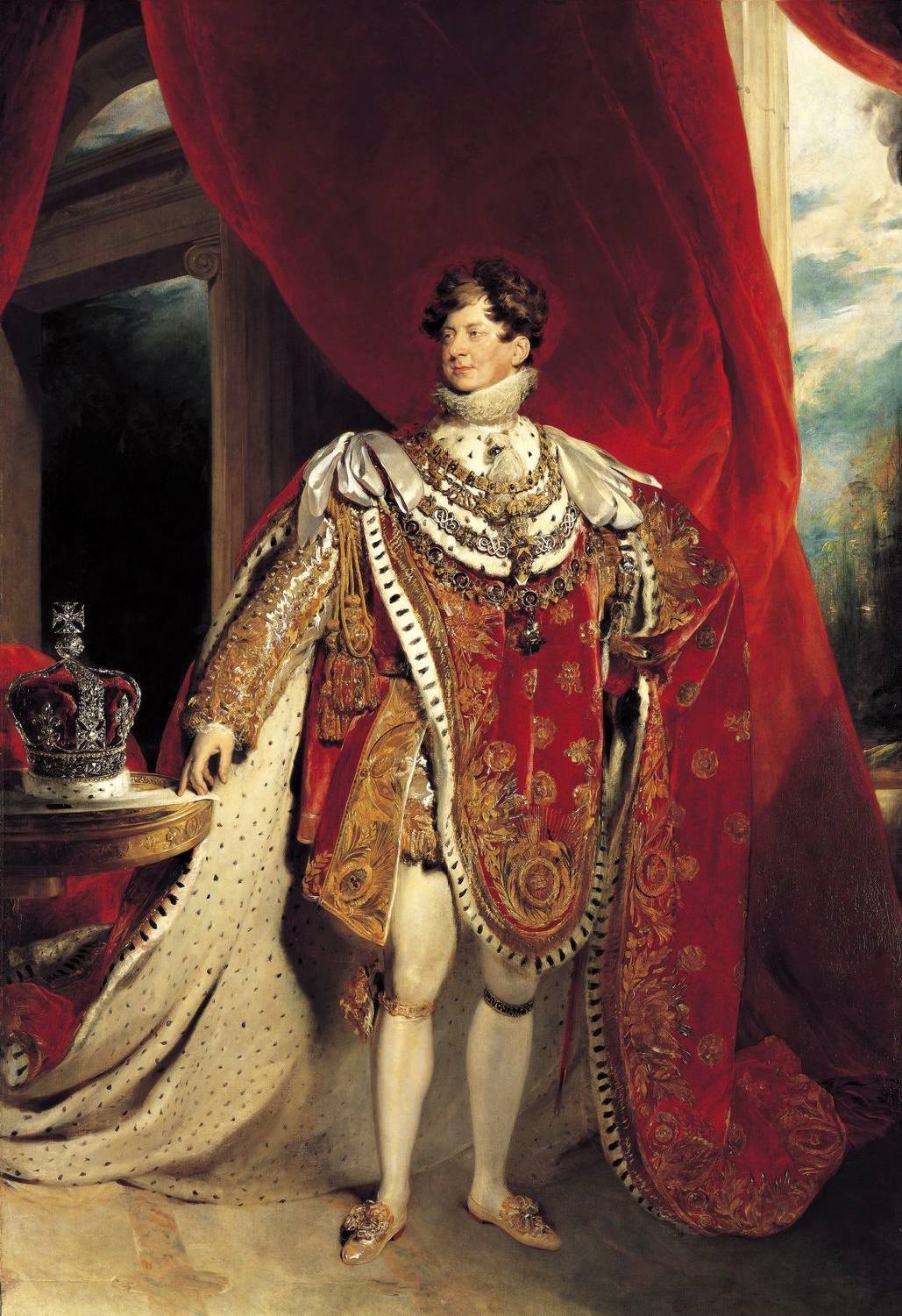
Re Giorgio IV del Regno Unito

La vittoria di Waterloo contro lo strapotere francese avvenne però durante la reggenza del figlio di Giorgio III, il principe di Galles Giorgio il quale, tra il 1811 e il 1820, adempì agli affari di Stato in nome del genitore malato di mente. Questo periodo, conosciuto come Età della Reggenza, fu caratterizzata da un notevole splendore in patria per quanto riguardava il costume e le arti (celebri furono le figure del dandy Beau Brummell e dell'architetto John Nash), rinnovandone gli stilemi e la visione estetica. Sempre durante questo periodo fiorì il romanticismo inglese, animato da scrittori e poeti del calibro di Jane Austen, William Wordsworth, Samuel Taylor Coleridge e Walter Scott. Il periodo della Reggenza fu però anche caratterizzato da rivolte sociali dovute alle discrepanze tra salario e orari di lavoro nella nascente economia industrializzata britannica: sintomo di questo malessere fu la diffusione del luddismo e il tristemente celebre massacro di Peterloo (1819).
Morto Giorgio III nel 1820, il figlio Giorgio gli successe de jure sul trono come Giorgio IV, governando dal 1820 al 1830. La stravaganza del nuovo sovrano, la vita dispendiosa di corte e l'esempio poco edificante che il monarca diede nella sua condotta privata fecero scalpore nella società britannica, incidendo negativamente sulla popolarità dell'istituto monarchico. Fatto rilevante dal punto di vista politico del regno di Giorgio IV fu il dominio dei tories guidati da Robert Banks Jenkinson, II conte di Liverpool e dall'approvazione del Roman Catholic Relief Act del 1829 con cui i cattolici inglesi, ostracizzati dalla vita socio-politica fin dai tempi della Riforma, potevano nuovamente occupare posti di rilievo nell'amministrazione pubblica e nell'esercito.
Morto Giorgio IV senza eredi, gli successe l'ormai anziano fratello Guglielmo IV (1830-1837). Personalità molto più posata dello stravagante fratello Giorgio, Guglielmo esercitò il suo ufficio di sovrano nel rispetto delle ormai consolidate forze parlamentari, approvando il Reform Act del 1832, con cui fu ridisegnato geograficamente il sistema elettorale britannico dando spazio e peso alle nuove realtà industriali a discapito di quelle agricole; e furono approvate le prime misure sociali a favore dei lavoratori, specialmente se minorenni. Il cruccio del sovrano fu però la successione: non avendo neanch'egli degli eredi legittimi dalla moglie Adelaide di Sassonia-Meiningen, Guglielmo IV guardò sempre con viva attenzione alla nipote Alexandrina Victoria, figlia di suo fratello Edoardo, morto nel 1820 quando Victoria aveva soltanto un anno. D'altro canto re Guglielmo disprezzava la cognata, anche lei di nome Victoria, in quanto debole di carattere e succube del suo amministratore (e presumibilmente amante) John Conroy: il sovrano temeva che, se lui fosse morto prima del diciottesimo anno di età della nipote, si sarebbe aperta un'infausta reggenza. Il suo timore non si realizzò, in quanto l'anziano Guglielmo morì pochi mesi dopo che Victoria avesse raggiunto la maggiore età.

### Economia e società inglese tra XVIII e XIX secolo

#### La rivoluzione industriale

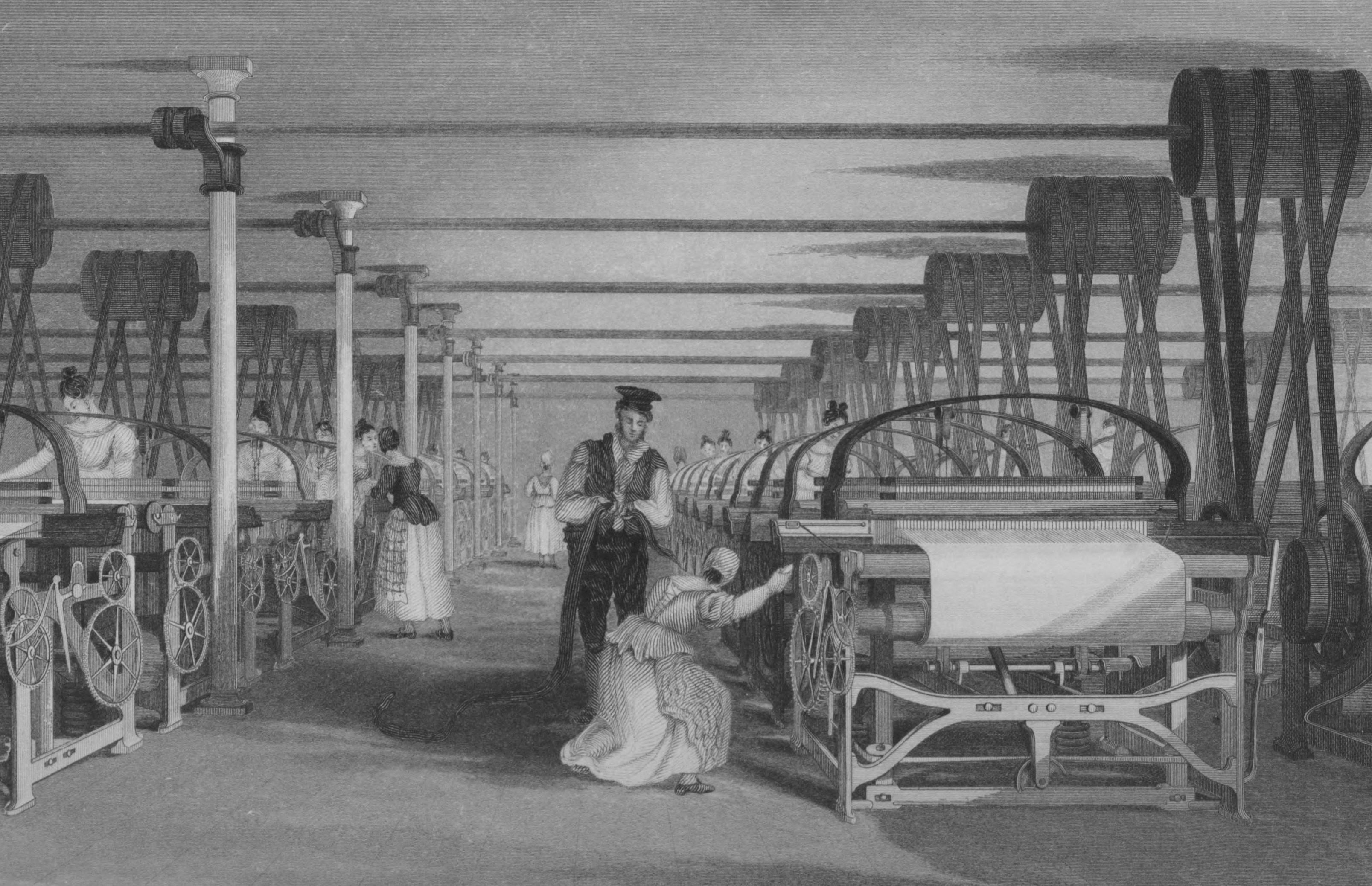
Tessitura con telaio meccanico

Il regno di Giorgio III fu anche contrassegnato da una rivoluzione industriale che si verificò in Inghilterra a partire dagli anni 1760 circa. Grazie all'espansione dei commerci internazionali, nel corso del Settecento si assistette a una crescita della domanda di prodotti che stimolò il passaggio da una produzione artigiana a quella manifatturiera. La rivoluzione industriale che ne scaturì fu un processo di evoluzione economica che da un sistema agricolo-artigianale-commerciale basato sul sistema corporativo portò a un sistema industriale moderno caratterizzato dall'uso generalizzato di macchine azionate da energia meccanica e dall'utilizzo di nuove fonti energetiche inanimate (come ad esempio i combustibili fossili). Questa trasformazione riguardò prevalentemente il settore tessile-metallurgico e comporta l'introduzione della spoletta volante e della macchina a vapore.
La rivoluzione industriale comportò una profonda e irreversibile trasformazione che parte dal sistema produttivo fino a coinvolgere il sistema economico nel suo insieme e l'intero sistema sociale. L'apparizione della fabbrica e della macchina modificò i rapporti fra gli attori produttivi. Nacque così la classe operaia che riceve, in cambio del proprio lavoro e del tempo messo a disposizione per il lavoro in fabbrica, un salario. Contemporaneamente si affermò anche un ceto borghese dotato di mentalità imprenditoriale, spirito di iniziativa e propensione al rischio che dette vita al capitalismo industriale, imprenditore proprietario della fabbrica e dei mezzi di produzione, che mira a incrementare il profitto della propria attività.
La rivoluzione industriale ebbe enormi implicazioni sociali. Grazie all'utilizzo di fonti di energia trasportabili, come il carbone, le fabbriche vennero costruite nelle città provocando una sostanziale emigrazione di contadini dalle campagne che si ritrovarono a vivere in condizioni di sovraffollamento e scarsa igiene. La necessità di trasportare materiali, spesso pesanti, comportò un miglioramento senza precedenti delle vie di comunicazione. L'innovazione tecnologica andò incontro a un rapido sviluppo grazie all'introduzione di nuove tecnologie: nel 1784 Henry Cort brevettò un sistema di puddellaggio che consentì l'ottenimento di ghisa di alta qualità mentre, poco dopo, Edmund Cartwright inventò il telaio meccanico.

#### Dal liberismo alleCorn laws
Se durante il corso del XVIII secolo il commercio britannico era caratterizzato da un liberismo ispirato ai principi della "mano invisibile" di Adam Smith, a partire dalla fine delle guerre napoleoniche il Paese si ritrovò allo stremo per l'inflazione e i costi di sostentamento bellici. Il governo britannico, ormai dichiaratamente conservatore, fece passare nel 1815 la legge sulle Corn Laws, con cui si imposero alti dazi per proteggere l'economia britannica. Se questo favorì l'aristocrazia agricola, ciò provocò d'altro canto il risentimento di quella classe borghese imprenditoriale che stava diventando ormai il perno economico e sociale dell'Inghilterra in quanto si vedeva impedita di continuare i propri commerci a causa delle restrizioni governative. La legge sul mais, fortemente impopolare, rimase in vigore fino ai primi anni del regno di Victoria, quando fu abolita nel 1849.

#### Le prime proteste operaie: il luddismo
Il luddismo, che prese il nome dall'operaio Ned Ludd, fu un fenomeno di rivolta socio-economica che caratterizzò il tardo regno di Giorgio III. La diffusione delle macchine a vapore e le scarse condizioni degli operai nelle fabbriche generarono un forte risentimento in questi ultimi i quali vedevano negli stessi strumenti meccanici una limitazione all'impiego di nuovi manovali, accendendo di conseguenza la rivolta. I primi tumulti si verificarono a Nottingham nel 1811, per poi estendersi nel Leicestershire, nel Derbyshire e nello Yorkshire l'anno successivo. Benché duramente represse, le rivolte si riaccesero nel 1813 e nel 1816, scemando solamente quando le condizioni generali degli operai migliorarono grazie alle prime leggi di previdenza sociale.

## Epoca contemporanea

### Prima guerra mondiale

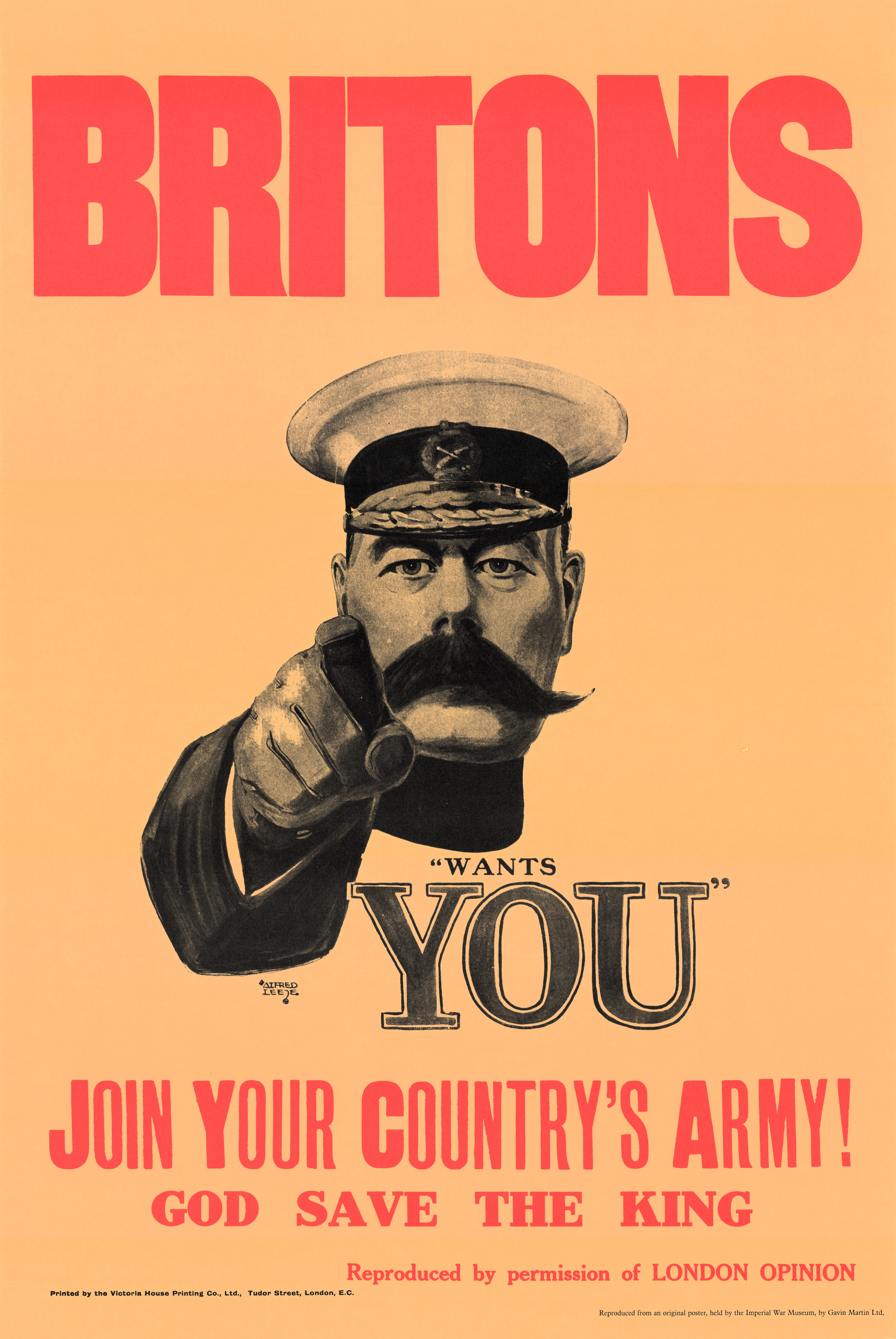
Il famoso manifesto britannico per l'arruolamento, con l'immagine dell'allora ministro della Guerra, Lord Horatio Kitchener

L'inizio del XX secolo vedeva ancora il Regno Unito esercitare un ruolo egemone nel consesso delle grandi potenze mondiali. Tradizionalmente, la diplomazia britannica favoriva il mantenimento dell'equilibrio tra le grandi potenze europee, ma l'affermazione della Germania come grande potenza continentale e la sua decisione di avviare vasti programmi di riarmo navale minarono questo stato di cose. Per far fronte a tale pericolo il Regno Unito era entrata nella cosiddetta "triplice intesa" insieme alla Francia e alla Russia che si contrapponeva alla triplice alleanza di Germania, Austria e Italia. Benché in patria la stampa popolare alimentasse l'ostilità verso i tedeschi e vari scrittori, giornalisti, ammiragli e deputati manifestassero apertamente il timore che la Germania acquisisse la superiorità sui mari, i governi di Londra e Berlino tentavano ancora di evitare una guerra tra di loro: l'allora ministro della Marina britannico Winston Churchill propose che i due Paesi si accordassero per una tregua nel riarmo navale, offerta prontamente rifiutata dal Kaiser Guglielmo II.

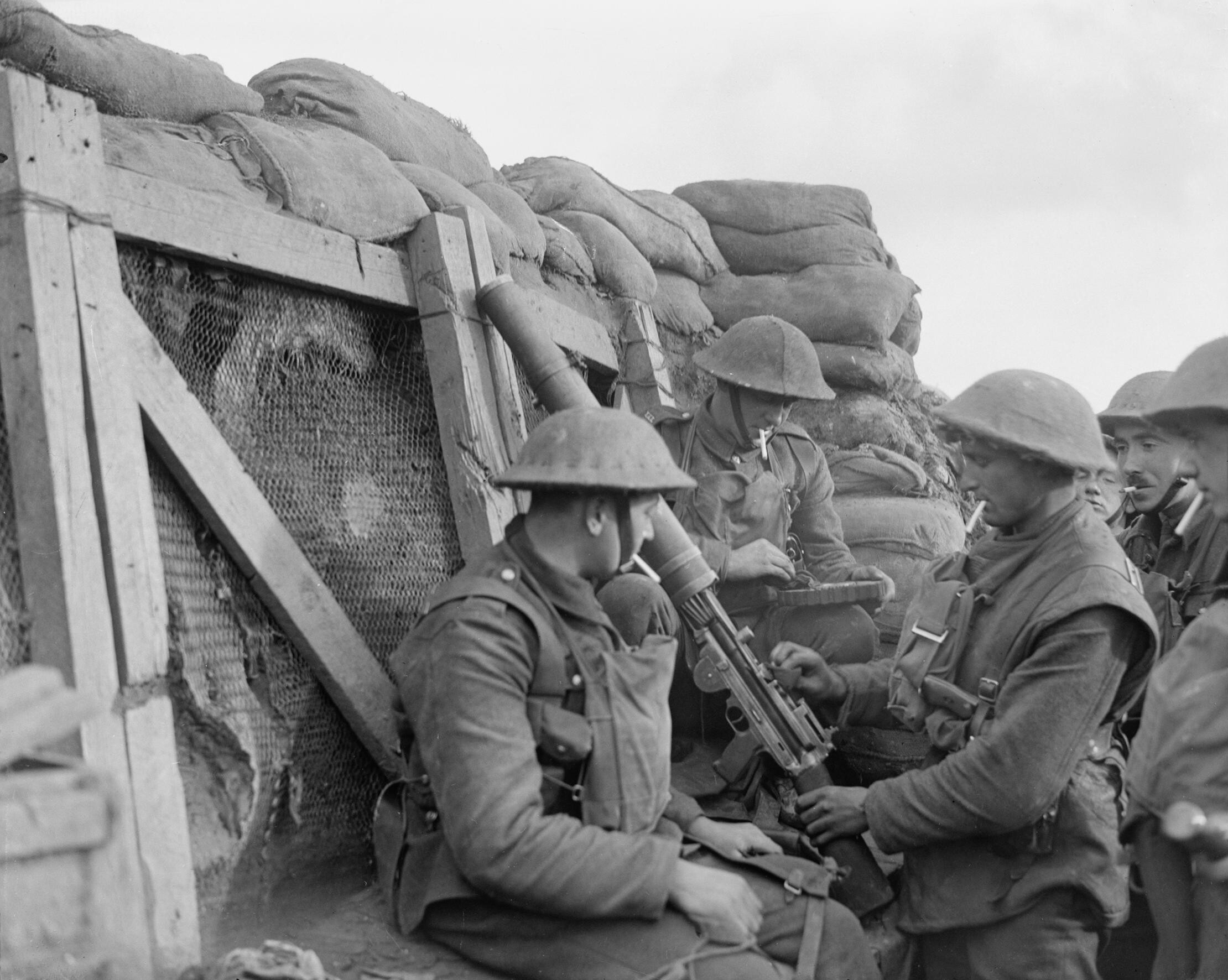
Soldati britannici in trincea

L'attentato di Sarajevo avvenuto il 28 giugno 1914 innescò una serie di eventi che fecero precipitare la situazione portando allo scoppio della prima guerra mondiale; l'Inghilterra vi prese parte con l'invio della dichiarazione di belligeranza contro gli imperi centrali del 5 agosto. Il Corpo di spedizione britannico, inviato in Francia e nelle Fiandre, subì devastanti perdite nel corso della prima battaglia di Ypres che segò la fine della guerra di movimento, in favore di una logorante guerra di trincea lungo tutto il fronte occidentale. Negli anni seguenti gli inglesi furono protagonisti di sanguinosi e inconcludenti combattimenti, come la battaglia di Passchendaele e della Somme, fino a quando le forze alleate dettero vita ad una risolutiva offensiva che gli permise di sfondare le linee tedesche e indurre la Germania a siglare l'armistizio di Compiègne dell'11 novembre 1918 con cui si sanciva la fine delle ostilità. La Gran Bretagna usciva vittoriosa dal conflitto ma al costo di 750000 soldati uccisi e oltre 2500000 feriti.
Le ingenti perdite provocarono un impatto psicologico e morale duraturo nel popolo inglese ma nonostante tutto l'economia e la vita sociale uscirono dal conflitto rinnovate e migliorate. L'abbandono del tradizionale rigido liberalismo a favore di un maggior intervento statale tipico dell'economia di guerra portò a nuovi investimenti pubblici nella costruzione di scuole, nell'edilizia popolare, nella rivalutazione dell'agricoltura e nei servizi sanitari e assistenziali. Nonostante le difficoltà delle riconversione aziendale da produzione bellica a civile, il settore manifatturiero non cessò di produrre ricchezza; la disoccupazione era alquanto limitata mentre i salari erano cresciuti considerevolmente. Le donne, chiamate a sopperire agli uomini impegnati in guerra in ruoli tradizionalmente maschili, videro il loro prestigio sociale crescere come non mai e nel 1918 ottennero il diritto di voto con il superamento dei trentuno anni di età. I difficili anni di guerra portarono in politica all'affermazione del partito conservatore che manterrà la maggioranza per oltre un decennio.

### Gli anni 1920 e 1930

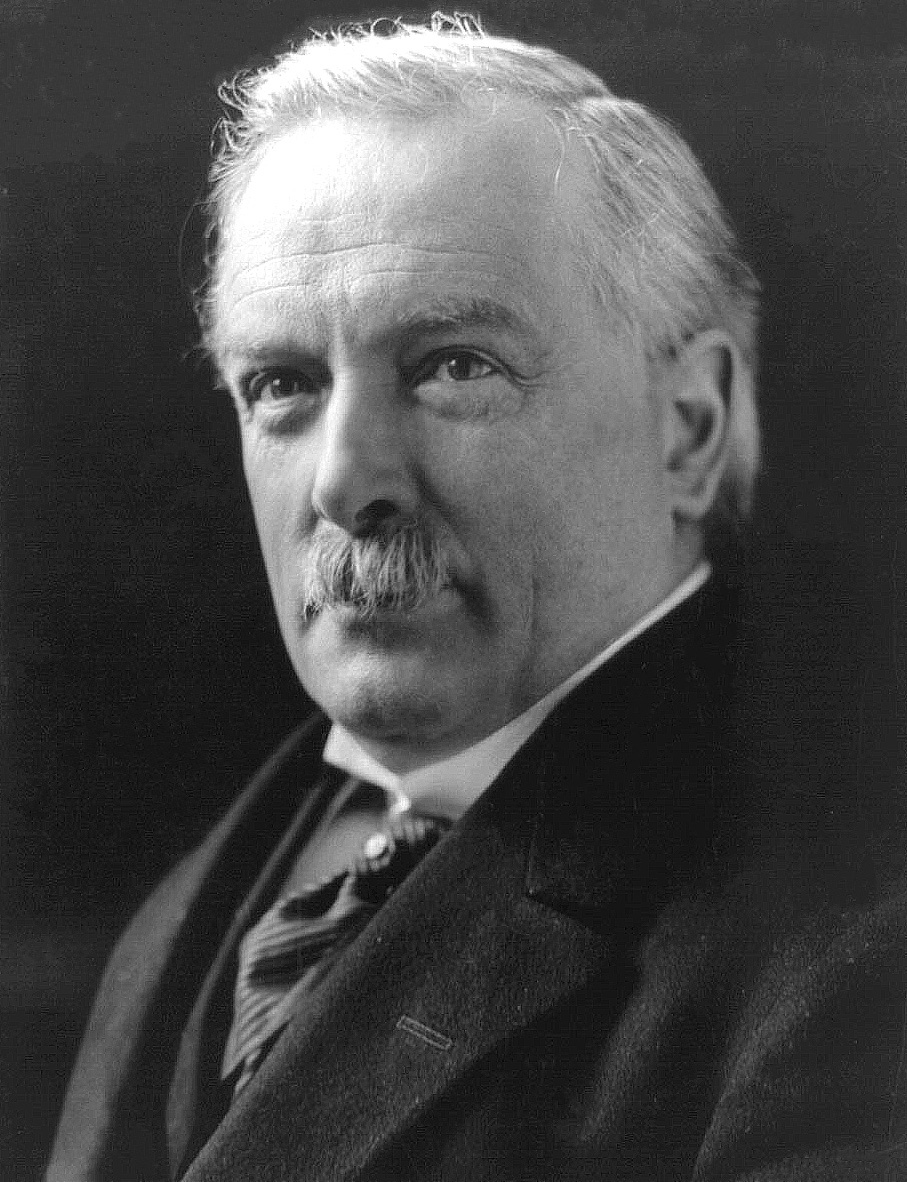
Il primo ministro David Lloyd George

Il governo di David Lloyd George formato da governatori e liberali uscito dalle urne del 1918 iniziò subito una serie di riforme finanziare che da un lato favorirono il tradizionale capitalismo londinese ma dall'altro non dimenticarono gli aspetti sociali finanziando un programma residenziale statale che permise di realizzare un poco tempo oltre 200000 alloggi popolare in tutta l'Inghilterra. Tuttavia nei primi anni 1920 iniziarono a farsi sentire anche gli effetti negativi del conflitto sull'economia: la perdita di alcuni mercati stranieri, la riduzione degli investimenti (in particolare nelle colonie) per finanziare la guerra e l'enorme aumento del debito pubblico furono alcuni degli elementi che minavano la stabilità finanziaria del paese. Lo sciopero generale del 1926 fu il campanello d'allarme di una crisi in atto che non riguardò solo l'economia ma anche la tenuta sociale dell'intera Inghilterra con le disuguaglianze di classe che tornarono ad ampliarsi. I contadini e gli operai non specializzati patirono più degli altri gli effetti della depressione economica: costretti a vivere in abitazioni insalubri e con scarsa disponibilità di servizi pubblici dovettero fare i conti con l'aumento della mortalità infantile e con epidemie di tubercolosi.
Il crollo di Wall Street del 1929 peggiorò ulteriormente la situazione e l'Inghilterra vide crollare le proprie attività commerciali con una disoccupazione che toccò i tre milioni di individui nel 1932. Il governo laburista guidato da Ramsay MacDonald non poté fare molto per rivitalizzare un'economia oramai asfittica che si basava ancora su obsolete industrie del settore carbonifero, tessile e siderurgico in cui gli investimenti erano al limite. Così nel 1931 MacDonald rassegnò le dimissioni ma subito dopo prese le redini di un nuovo governo di unità nazionale che sarebbe stato protagonista della scena politica per tutti gli anni 1930 soprattutto una volta che Stanley Baldwin ebbe scalzato MacDonald nel 1935. A partire dal 1937 la guida del governo passò a Neville Chamberlain che indirizzò una ritrovata crescita economica mediante grandi investimenti pubblici in particolare nell'edilizia. Nonostante le gravi difficoltà economiche, l'Inghilterra dimostrò una forte stabilità per tutti gli anni 1930 in cui la propria «gerarchia socioculturale rimase invariata» a differenza di molti altri stati europei che caddero, nel caso di Italia e Germania, in regimi totalitari, o come la Spagna che si trovò ad affrontare una sanguinosa guerra civile.

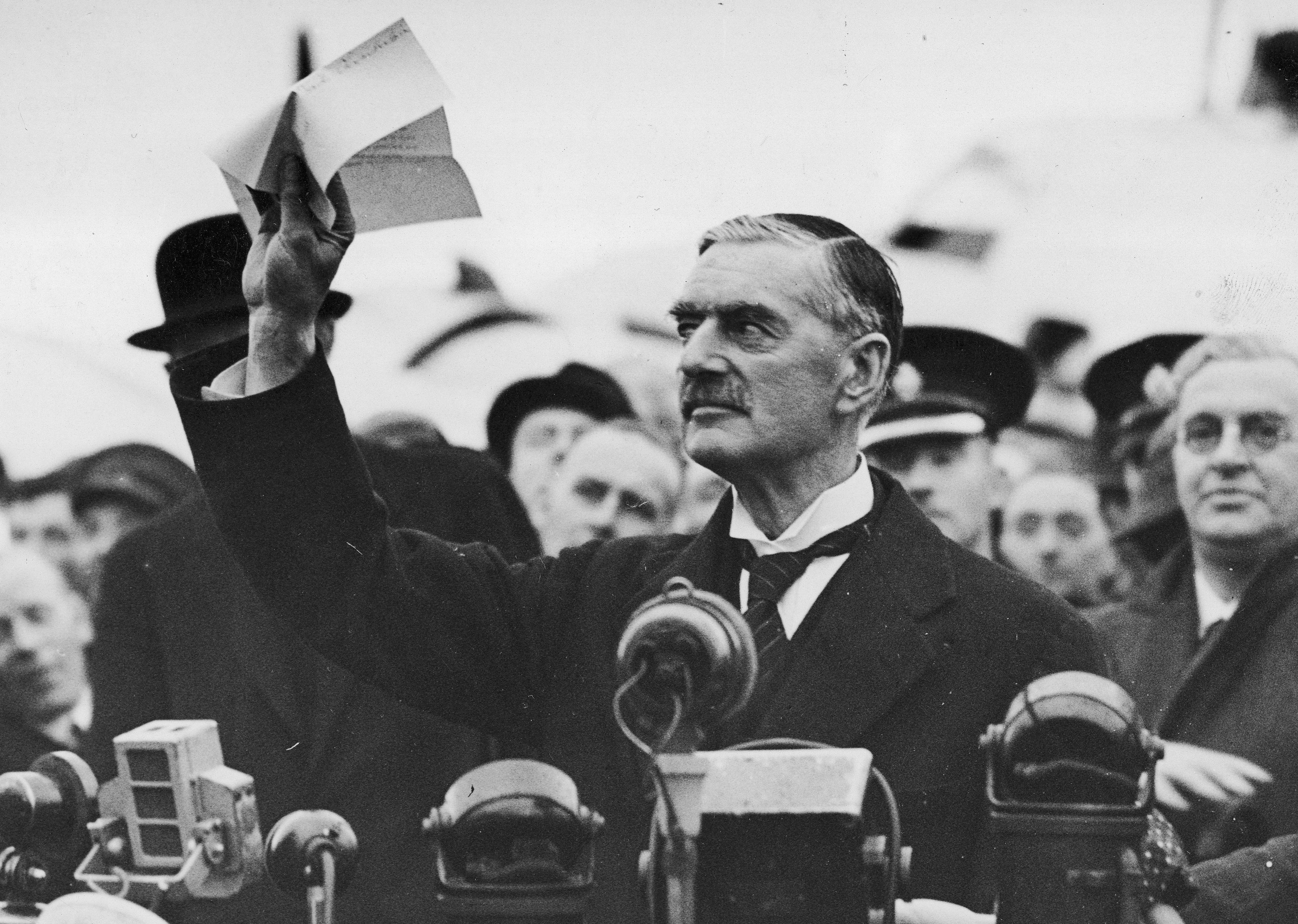
Neville Chamberlain mostra una copia dell'accordo della conferenza di Monaco

La politica estera isolazionista adottata dal governo inglese continuò ad essere perseguita nonostante la decisione della Germania nazista di rimilitarizzare la Renania nel 1936 in violazione del trattato di Versailles. Tuttavia, lo scenario di tensione suggerì di procedere con un veloce processo di riarmamento incentrato soprattutto sull'aviazione e sui sistemi di difesa radar. Nel 1937 tale processo si poteva considerare pienamente in atto. Nemmeno le continue pretese espansionistiche tedesche e l'occupazione della Cecoslovacchia mutarono la strategia accomodante, detta di appeasement, di Chamberlain che scelse di incontrare a Monaco il cancelliere Adolf Hitler dove gli concesse di annettere al Terzo Reich la regione dei Sudeti in cambio di una promessa di pace. Quando l'esercito tedesco venne meno ai patti invadendo la Polonia il 1º settembre 1939, il primo ministro inglese si vede costretto il 3 settembre, seppur dopo un ulteriore e inutile tentativo di compromesso, a comunicare che la Gran Bretagna aveva dichiarato guerra alla Germania.

### Seconda guerra mondiale e dopoguerra

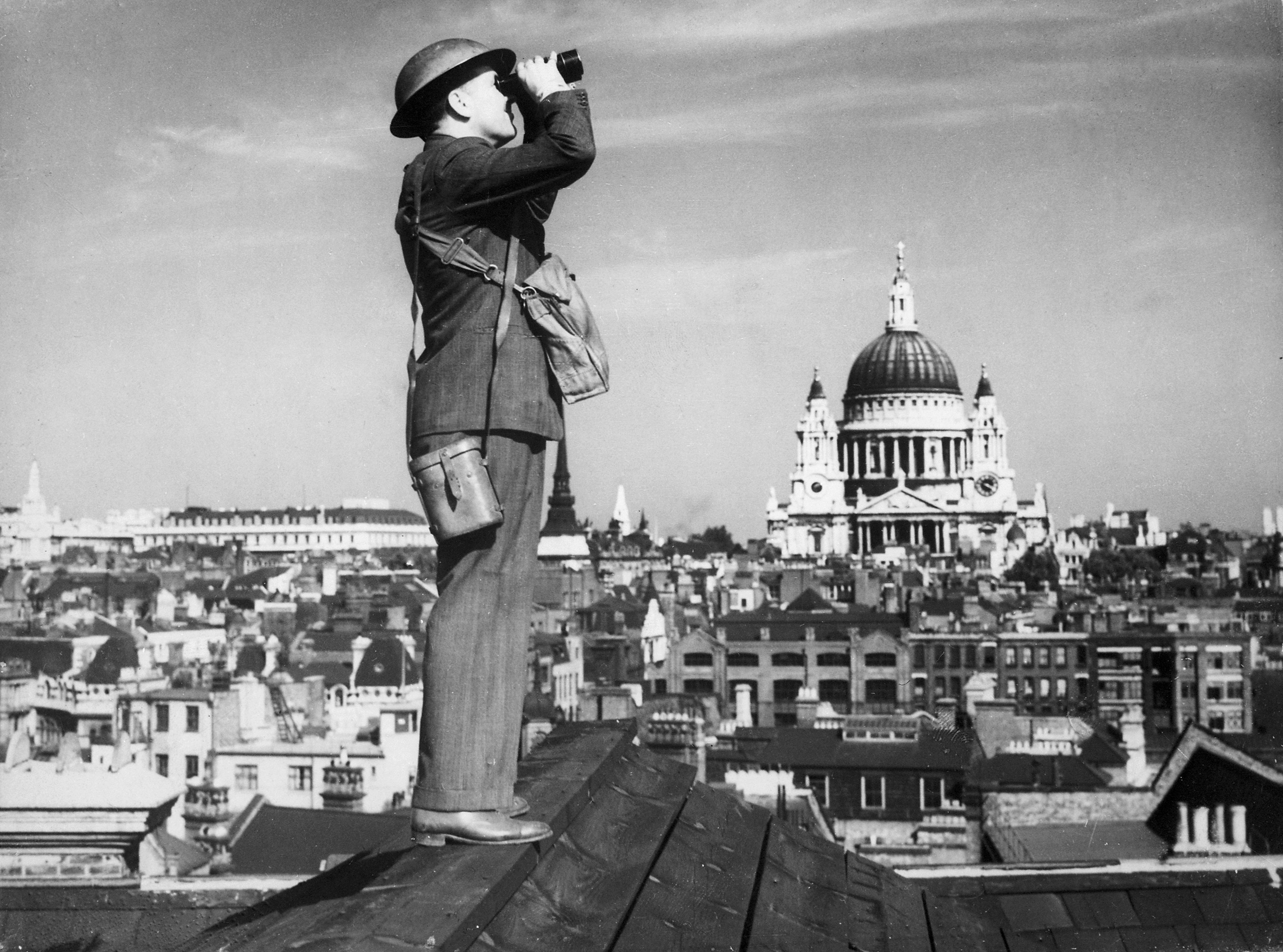
Una vedetta inglese su di un tetto di Londra durante la battaglia d'Inghilterra

A seguito della vittoria nazista nella campagna di Norvegia il 10 maggio Chamberlain rassegnò le dimissioni, il suo successore fu Winston Churchill che guidò un governo di larghe intese con l'obiettivo di combattere i tedeschi fino alla fine. Negli stessi giorno la Germania dette avvio alla campagna di Francia con una vasta offensiva di successo. Il corpo di spedizione britannico venne pesantemente travolto nella battaglia di Dunkerque ma nonostante la sconfitta riuscì a salvare gran parte delle forze grazie ad una poderosa evacuazione navale. A partire da luglio 1940 l'aeronautica tedesca, la Luftwaffe, iniziò una campagna di bombardamenti sui principali centri industriali e città del Regno Unito. Il morale dei britannici non fu tuttavia intaccato e, grazie all'eroico sforzo dei piloti della Royal Air Force, la battaglia d'Inghilterra volse a favore dei difensori, tanto che entro la fine dell'anno la minaccia di un'invasione tedesca sull'isola era oramai scongiurata. Successivamente gli inglesi spostarono la loro strategia verso il teatro bellico nel Mediterraneo, fino a quando lo sbarco in Normandia incentrò le operazioni militari nell'Europa continentale. Nonostante alcuni tentativi di controffensiva da parte dei Tedeschi, il destino della guerra era oramai voltato a favore degli Alleati. Il 30 Adolf Hitler si suicidò nel suo Bunker e il 7 maggio il generale Alfred Jodl firmò la capitolazione a ovest della Germania. La guerra costò alla Gran Bretagna la perdita di oltre 270000 soldati e 60000 civili.

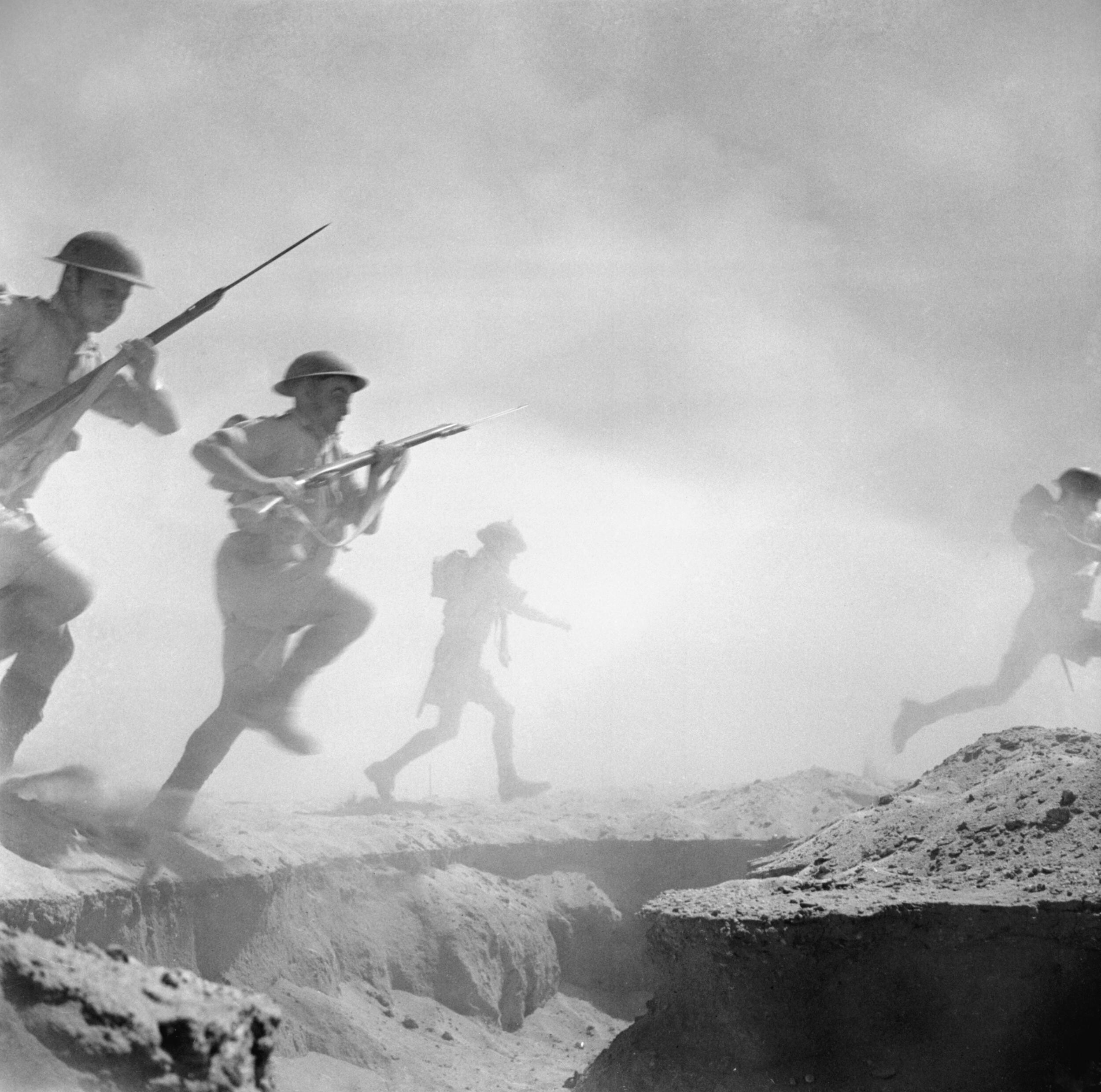
Durante la seconda guerra mondiale, l'Ottava Armata fu costituita da unità provenienti da molti paesi diversi dell'Impero britannico e del Commonwealth.

Dalla guerra la società inglese uscì trasformata sulla base dell'egualitarismo mentre la disoccupazione era ai minimi storici. La fine della guerra ha visto una vittoria schiacciante per Clement Attlee e il Partito Laburista che vennero eletti grazie alla promessa di maggiore giustizia sociale con politiche di sinistra. Così iniziò un processo di nazionalizzazione che coinvolse circa un quinto dell'economia del paese. Nel contempo vennero fatti grandi investimenti anche nello stato sociale con la creazione nel 1948 di un servizio sanitario nazionale che ne rappresenta l'apice. D'altra parte furono anche anni in cui, a causa dei lasciti della guerra, la Gran Bretagna dovette affrontare una grave crisi finanziaria dovuta al grande debito pubblico che comportò una forte svalutazione della sterlina e al congelamento dei salari. Tuttavia, i grandi prestiti concessi dagli Stati Uniti e dal piano Marshall contribuirono a ricostruire e modernizzare le infrastrutture e le pratiche commerciali. La crisi portò anche a un processo di decolonizzazione iniziato con la concessione dell'autogoverno nel 1947 all'India e al Pakistan. Entro gli anni 1960 quasi tutte le colone avevano ottenuto l'indipendenza. Nel 1952 Elisabetta II diventa regina del Regno Unito.
La difficoltà del paese in politica estera si era comunque ampiamente palesata nel 1956 nella sconfitta nella crisi di Suez.
Grazie anche alla ricostruzione post-bellica, a partire dagli gli anni 1950 l'economia andò a crescere modernizzando il paese mentre, dagli anni 1960, in Inghilterra nacque un grande movimento culturale che si espanse in tutto il mondo. La disoccupazione era relativamente bassa e il tenore di vita in continuo miglioramento, arrivando ad essere il più elevato rispetto a qualsiasi paese della Comunità Economica Europea a parte il Belgio. I laburisti erano tornati al governo nel 1964 con Harold Wilson ponendo fine a 13 anni di governo conservatore. Tuttavia, a partire dagli anni 1970, complice anche la crisi energetica del 1973, l’economia andò a deteriorarsi virando verso una stagflazione tanto che nel i salari degli inglesi arrivarono ad essere tra i più bassi dell'Europa occidentale. Le elezioni del 1974 videro la sconfitta dei conservatori e il ritorno dei laburisti di Wilson che tuttavia si dimise due anni dopo lasciando il posto a James Callaghan.

### L'Inghilterra tra fine XX e inizio XXI secolo

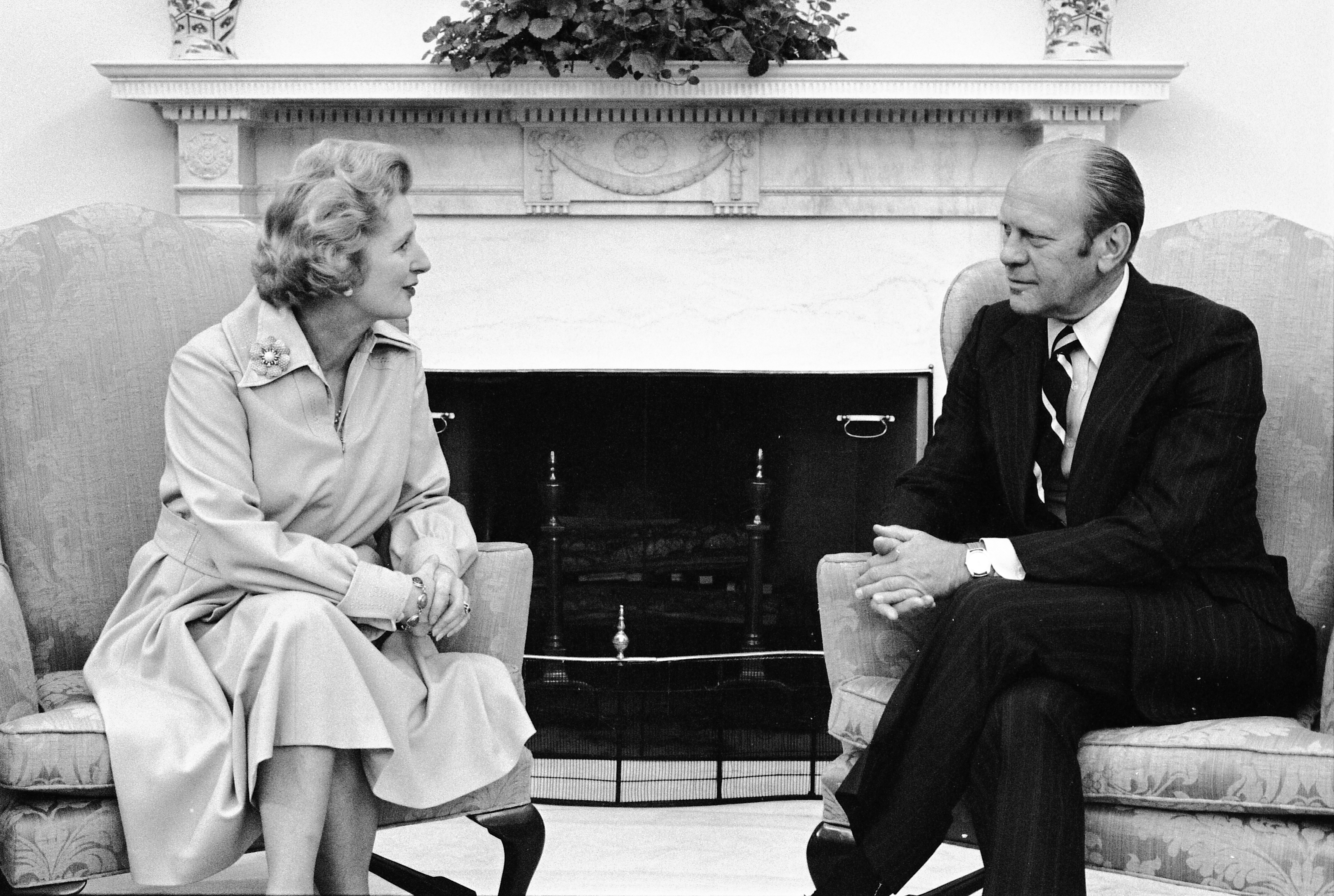
Margaret Thatcher leader del Partito Conservatore con il presidente degli Stati Uniti Gerald Ford nell'ufficio ovale nel 1975

Una rigorosa modernizzazione dell’economia britannica iniziò sotto la controversa leader conservatrice Margaret Thatcher, eletta a primo ministro nel 1979. Da una parte la sua strategia portò ad un tasso record di disoccupazione a causa della deindustrializzazione che fece chiudere gran parte delle industrie manifatturiere del paese, ma dall'altra parte fu anche un periodo di boom economico a seguito della liberalizzazione dei mercati azionari e della privatizzazione delle industrie statali. Un sostanziale contributo venne anche dallo sfruttamento del gas e del petrolio del Mare del Nord. L’ascesa al potere della Thatcher venne vista come la fine simbolica del tempo in cui l'economia britannica era diventata il "malato" dell'Europa occidentale. Tuttavia, la politica tatcheriana portò anche a forti tensioni sociali. Uno sciopero dei minatori tra il 1984-1985 tentò, senza di successo, di evitare la chiusura della maggior parte delle miniere di carbone con il conseguente licenziamento di circa 20000 lavoratori. Questo fu anche il periodo in cui il conflitto nordirlandese raggiunse l'apice con l'Official IRA che intraprese una strategia di attentati dinamitardi in Inghilterra. Il governo Thatcher si trovò anche ad affrontare la guerra delle Falkland quando l’Argentina invase inaspettatamente le isole appartenenti al Regno Unito. Nonostante la diffidenza dell’opinione pubblica, il primo ministro rispose risoluta inviando un corpo di spedizione nell'arcipelago riconquistandolo in breve tempo.
Thatcher si dimise nel 1990 e a lei seguì i governi di John Major e Tony Blair con i quali l'Inghilterra attraversò un periodo di rapida crescita economica. Dal 1996–1997 al 2006–2007 il reddito familiare medio degli inglesi aumentò circa del 20% mentre e vi è stato un progressivo spostamento delle attività economiche sempre più verso il settore dei servizi con solo l'11% dei lavoratori occupati nel settore manifatturiero nel 2006 rispetto al 25% registrato nel 1971.
Nel 2003 Londra è stata teatro di grandi manifestazioni contro la decisione del governo britannico di sostenere l'invasione dell'Iraq da parte degli Stati Uniti. Il sette luglio la capitale ha subito una serie di esplosioni causate da attentatori suicidi che colpirono il sistema di trasporti pubblici causando 56 morti, inclusi gli attentatori, e circa 700 feriti. La crisi economica globale del 2008 ha portato una contrazione della crescita economica inglese che ha costretto il governo ad adottare misure straordinarie per sostenere banche e imprese. Nell'agosto del 2011 le principali città dell'Inghilterra sono state protagoniste di disordini senza precedenti che hanno portato alla morte di cinque persone e danni alla proprietà per oltre 200 milioni di sterline. Alla fine di gennaio 2020 si sono registrati in Inghilterra i primi casi di COVID-19 confermando la diffusione della pandemia anche sull'isola. Nel 2022 si conclude il regno di Elisabetta II durato 70 anni.